# Piràmides de Guiza
Les Piràmides de Guiza a Egipte es troben entre les més famoses i més antigues construccions monumentals de la humanitat. Estan situades a la riba occidental de la vall del Nil, uns vuit quilòmetres al sud-oest de la ciutat de Guiza. Es troben aproximadament a 15 km del centre de la ciutat del Caire i s'hi arriba directament des de l'anomenada "Avinguda de les Piràmides" (Sharia el-Ahram). La piràmide de Keops és l'única que queda de les set meravelles del món antic. Des del 1979 les piràmides de Guiza es troben incloses al Patrimoni de la Humanitat.

## Història de la construcció

El complex de les Piràmides de Guiza

### Antecedents
La zona on s'ubiquen les piràmides de Guiza havia estat ja una necròpolis important des de la primera dinastia, a la qual pertany la tomba del faraó Wadj que va ser localitzada al sud de la necròpolis. Aquí s'hi devien haver excavat grans mastabes de la primera, la segona i la tercera dinasties, també s'hi han trobat restes d'una tomba de la segona dinastia a la part meridional, de l'època del regnat de Ninetjer el nom del qual va ser descobert en els segells d'unes gerres. No se sap fins a quin punt es van destruir aquestes tombes anteriors durant les posteriors construccions a la necròpolis i l'edificació de les piràmides de la quarta dinastia.
Des d'època predinàstica s'havien fet enterraments en mastabes, que consistien en una estructura subterrània excavada amb cambres i passadissos que cobrien amb una estructura externa en general en forma de trapezi isòsceles. És sobretot a partir del faraó Djoser i la seva piràmide esglaonada que es comencen a construir tombes de forma piramidal. Després de diversos intents, alguns més reeixits que d'altres, la culminació de l'arquitectura funerària piramidal egípcia arriba amb la piràmide de Kheops i les piràmides dels seus successors Khefren i Micerí.

### Construcció de les piràmides
Les piràmides van aparèixer aproximadament entre el 2620 aC i el 2500 aC, durant la quarta dinastia. Es construïren sobre un altiplà de pedra calcària d'uns 1000 per 2000 metres, a on, arran de la construcció de les piràmides, van sorgir piràmides menors, temples, cementiris i pobles de treballadors. Cal destacar que durant la construcció de les piràmides no es van emprar carros, tot i que en aquella època els egipcis segurament ja coneixien la roda.

### Alineament de les piràmides
L'alineament de les piràmides en Guiza és totalment cardinal. La línia diagonal principal del complex alinea les cantonades del costat sud-est de les tres piràmides principals (Kheops, Kefren i Micerí) a uns 43º del nord, seguint el que en geologia s'anomena direcció horitzontal de la formació Mokkatam o, cosa que és el mateix, una línia perpendicular al pendent; amb aquest alineament els constructors aconseguiren que les bases de les tres piràmides estiguessin aproximadament al mateix nivell. És possible que als antics topògrafs els influís algun altre aspecte, probablement algun tema religiós; és intencionada també l'existència d'una diagonal cap al nord-oest d'Heliòpolis i cap al sud-oest, en direcció a l'entrada del primer cementiri reial a Abidos. La simetria que s'observa en tot el complex arquitectònic de les piràmides de Guiza ha estimulat la imaginació a la recerca de significats ocults o misteriosos que poguessin explicar aquests alineaments. El 1994 Robert Bauval exposà la deducció que la diagonal de Guiza està relacionada amb els estels del cinturó de la constel·lació d'Orió, astres que els egipcis tenien com a símbol d'Osiris; en superposar el mapa de la constel·lació sobre el mapa de Guiza, no totes les piràmides coincideixen amb els estels.

#### Finalitat
Es creu que les piràmides de Guiza es van construir per a allotjar el cos del faraó difunt. Els antics egipcis creien que una part de l'esperit del faraó, l'anomenat ka, es quedava dins del cadàver. Calia ocupar-se de les restes de manera adequada perquè l'antic faraó pogués "dur a terme la seva tasca com a rei dels morts". S'ha proposat que la piràmide no només servís de tomba del faraó, sinó que també s'hi podien haver emmagatzemat els articles que podria necessitar en el més enllà (Duat), com en el cas dels hipogeus de la Vall dels Reis. "Els antics egipcis creien que la mort a la Terra era el principi del viatge a un altre món. El cos embalsamat del rei s'enterrava a sota o a dins de la piràmide per a protegir-lo i per a permetre que es transformés i ascendís a la vida després de la mort." (vegeu també:Judici d'Osiris i Textos de les Piràmides)

## La Gran Piràmide de Kheops

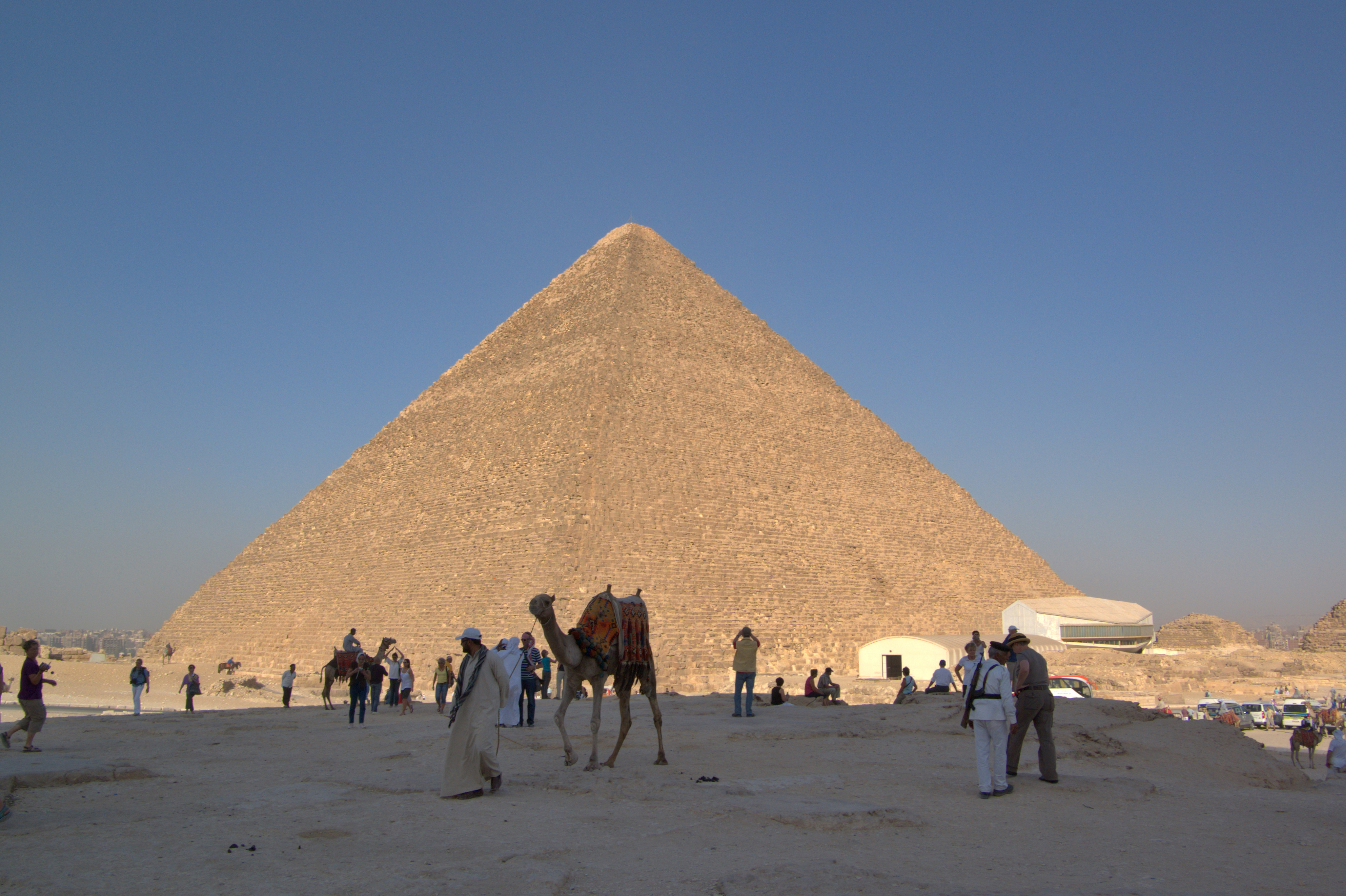
Piràmide de Kheops

La piràmide de Kheops, també coneguda com a piràmide Khufu o piràmide de Guiza —Khufu és el nom egipci d'aquest faraó, mentre Χεωψ (Kheops) és el mateix nom hel·lenitzat— coneguda com a la gran piràmide, és la més gran de les tres piràmides de Guiza. Fou construïda pel faraó Kheops de la dinastia IV, que va governar durant uns 23 anys. El seu nom antic era "la piràmide que és el lloc del somriure i del capvespre". Al seu costat es van edificar les de Khefren i Micerí. A la Grècia hel·lenística La Gran Piràmide de Kheops va ser esmentada per Antípater de Sidó com una de les Set Meravelles del Món.
La piràmide de Keops feia originalment 146,6 metres d'alçada (en l'actualitat fa 137,2 metres), els costats fan de mitjana 230,3 metres i tenen una inclinació de 51° 52′. Es van fer servir uns 3 milions de blocs de pedra per construir-la, el pes mitjà dels quals ronda les dues tones i mitja, i estava completament folrada amb blocs de pedra calcària. A l'interior trobem la gran galeria, que fa 8,5 metres d'alçada i 47 metres de llargada. El mestre d'obra Hemiunu en va dirigir la construcció. Al final de la gran galeria es troba la cambra funerària del faraó. A dins encara es troben les restes del sarcòfag de granit. A més hi l'anomenada cambra de la reina i la primera cambra funerària, subterrània. A la banda oriental de la piràmide hi ha les restes del temple mortuori i de la calçada del faraó. El Temple de la Vall està enterrat sota la ciutat moderna. Al sud-est del temple mortuori hi ha les mastabes de les reines Hetepheres I, Meritetis i Henutsen. Dins del museu de la barca solar, al costat sud de la piràmide de Keops, s'exposa una gran barca funerària que es va trobar desmuntada, es va desenterrar el 1954 i es va tornar a muntar. Dins del complex funerari de la piràmide també hi ha tres piràmides menors de reines i una piràmide de culte.

### Geometria i art
L'alçada central (apotema) de qualsevol triangle lateral es relaciona amb la meitat de la base segons el coeficient proporcional de la secció àuria. Per als egipcis aquesta figura va ser de vital importància. Els seus camps havien de ser inspeccionats anualment a causa de les inundacions del Nil i aquest triangle els servia com a instrument de mesura. La Gran Piràmide va ser una tomba reial i alhora un gran calendari, per mesurar l'any amb l'exactitud d'un telescopi modern.
La superfície del conjunt era de 98000 m² i el volum de 2.500.000 m³. La piràmide estava construïda 44 m per damunt del nivell normal del riu Nil. Està construïda amb uns 2.300.000 blocs de pedra de més de dues tones cadascun. Els blocs utilitzats per la cambra del faraó eren de granit de les pedreres d'Aswan i arribaven a pesar fins a 40 tones. La seva entrada era al nord. Existeix una cambra inacabada 35 m per sota la piràmide; la cambra de la reina és a l'extrem de la gran galeria. La cambra reial és a 43 m d'altura i està recoberta de granit rosa i conté el sarcòfag del faraó del qual la mòmia havia desaparegut. El temple és a la part oriental amb dues fosses que permetien a les barques sagrades fer el viatge celestial. Una barca sagrada de 43 m de llarg i 6 d'ample es va trobar el 1954 perfectament conservada. Malgrat que només es conserven les tres piràmides, en realitat la piràmide egípcia era el centre d'un gran complex arquitectònic format per diversos elements: un temple, una rampa que anava del temple al funerari, i a banda de la mateixa piràmide, una sèrie de magatzems i edificis. Al capdavant d'aquesta petita vila hi havia un batle.
La construcció es va iniciar quan Kheops va pujar al tron i va durar uns vint anys; Heròdot diu que hi treballaren cent mil homes, però les estimacions modernes consideren que es podia fer amb uns vint mil treballadors.

## La piràmide de Khefren

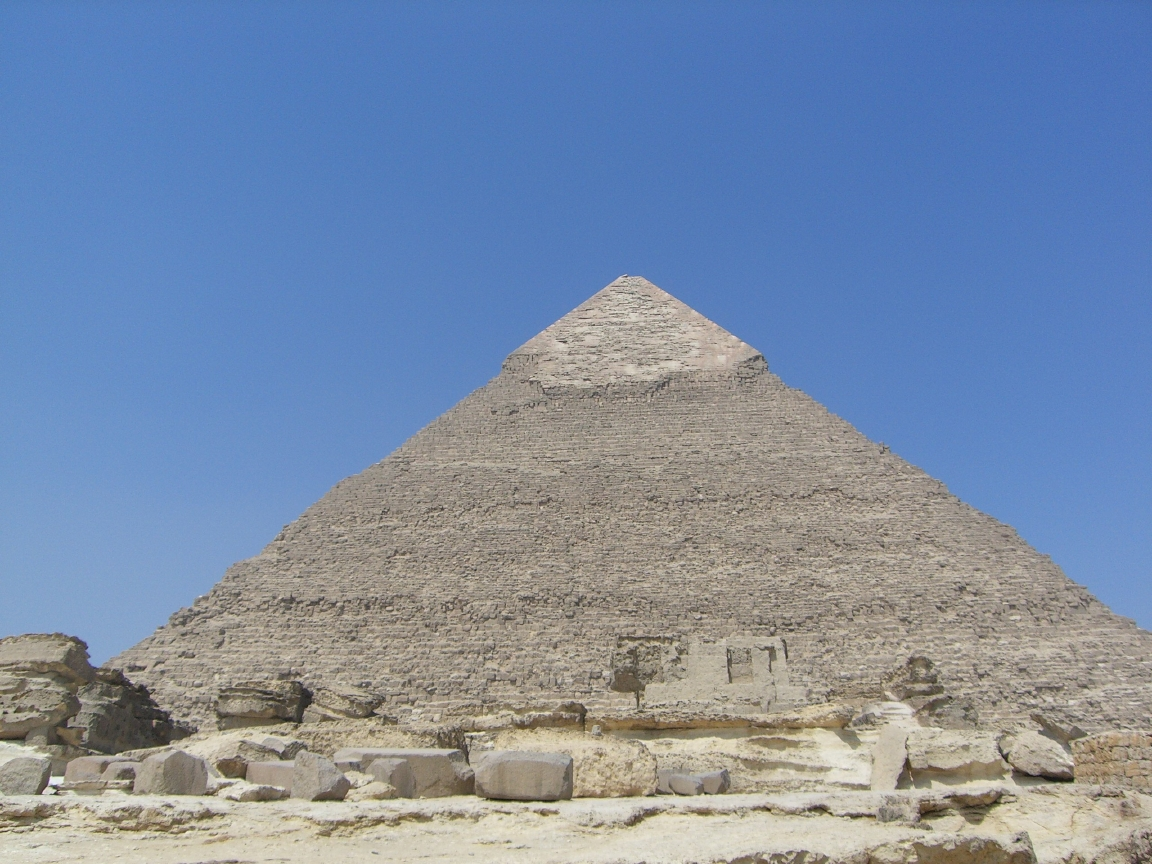
Piràmide de Khefren

La piràmide que queda al mig és la del faraó Khefren. Va regnar aproximadament del 2558 aC al 2532 aC. La Piràmide de Khefren feia originalment 143.5 metres (en l'actualitat 136.4), la base mesura 215.25 metres i l'angle d'inclinació és de 52° 20′. Igual que la Piràmide de Kheops, fou completament recoberta amb lloses de pedra calcària. A primera vista sembla més gran que la Gran Piràmide, atès que es troba construïda en un lloc més elevat (per aquest motiu els profans la confonen sovint amb la Gran Piràmide), però tot i que el seu vèrtex conserva el recobriment calcari, en realitat és 3 metres més petita (136 metres, per 139 la de Kheops).
A 400 m de distància, una calçada decorada amb relleus porta des del temple de la vall, el Temple de l'Esfinx i l'Esfinx de Guiza cap al temple funerari i a la piràmide en si. El Temple de la Vall fa 45 per 45 metres, i 18 metres d'alçada. Les esquerdes al terra d'alabastre indiquen la ubicació d'unes 23 antigues figures del faraó de mida natural fetes d'alabastre, pissarra i diorita. Al sud de la piràmide es troben les restes d'una petita piràmide de culte.
Al nord del Temple de la Vall i de la calçada de Khefren hi ha l'escultura de l'Esfinx, de 73 metres de llargada, que es va esculpir a la roca que fa baixada. El cap de l'esfinx està cobert per un mocador reial amb l'Uraeus; l'Estela del Somni del faraó Tuthmosis IV (dinastia XVIII), qui la va restaurar, està situada entre les potes del davant.
El 1817 l'egiptòleg Giovanni Caviglia no va poder entrar a la piràmide però el 1818 ho va aconseguir l'egiptòleg Giovanni Belzoni, que va descobrir l'entrada superior i va investigar les parts subterrànies. El 1837 fou estudiada per Perring. Mariette va fer les excavacions a la zona el 1853. Petrie hi va treballar també. La primera excavació sistemàtica moderna no es va fer fins al 1909-1910 pels alemanys Ernst von Sieglin i Uvo Holscher. Els anys trenta hi va treballar Hassan i més tard Lehner i Zahi Hawass.
El temple de la vall és un dels més ben conservats de l'antic imperi. Netejat el 1869 de l'arena que el cobria, va servir de lloc de cerimònia per l'obertura del canal de Suez. L'àrea fou netejada altre cop per Zahi Hawass el 1995, el que va permetre concretar més la seva estructura. Les calçades connectaven dues entrades separades amb el canal del Nil; cada entrada tenia una esfinx; l'entrada del nord era dedicada a la deessa Bastet i la del sud al deu Hathor. El temple era d'estructura quadrada i servia com entrada al conjunt del complex funerari. El temple tenia 24 estàtues del faraó una d'elles més gran i feta de diorita i alabastre.
La gran calçada era probablement coberta de pedra i a l'exterior de granit probablement decorat. La calçada arribava al temple mortuori prop del final de la part sud de la seva façana.
El temple mortuori no tocava a la piràmide de la que era separada per un mur. Era rectangular i amb paret de pedra fina; l'interior era de granit; tenia cinc capelles amb estàtues, magatzems i una sala d'ofrenes. Una antecambra era adornada per una parella de pilars de granit rosa. Unes altres cambres són considerades un avantemple i la resta com a zona de culte. A la sala que seguia a l'antecambra hi havia 12 pilars; seguia després el pati que segurament tenia un altar al mig. Una porta a l'oest comunicava amb cinc capelles que originalment van contenir estàtues del faraó; un corredor portava a la sala d'ofrenes al sud-oest; unes escales al nord-est portaven a una terrassa i un altre corredor al recinte de la piràmide.
Tots els edificis foren saquejats antigament però es van trobar restes de cinc barques fora del temple mortuori, dues al nord del temple i tres al sud.
La piràmide era rodejada per un mur de pedra darrera el qual hi havia el pati de separació de 10 metres pels quatre costats de la piràmide; era tot empedrat. La pedra de la piràmide fou obtinguda de les pedreres properes de les que encara es poden trobar restes una mica al nord de la piràmide. Les juntes entre pedres no són tant precises com les de Kheops (on són de menys de 5 mm), però es va utilitzar morter. Els nivells baixos foren recoberts de granit rosa i els superior de pedra fina de Turah, cada vegada més prim tal com ascendia.
La piràmide té dues entrades subterrànies: una d'elles a uns 30 metres al nord, sota el nivell del terra és coneguda com l'"entrada inferior" i porta a una cambra on segurament era el material d'enterrament; després ascendeix cap a un corredor que comparteix amb l'"entrada superior". Aquesta entrada és també al nord a uns 12 metres sota el nivell del terra. La cambra d'enterrament és rectangular orientada d'est a oest. Prop del sarcòfag hi havia un lloc on probablement es deixava la barca sagrat. La mòmia del faraó no es va trobar

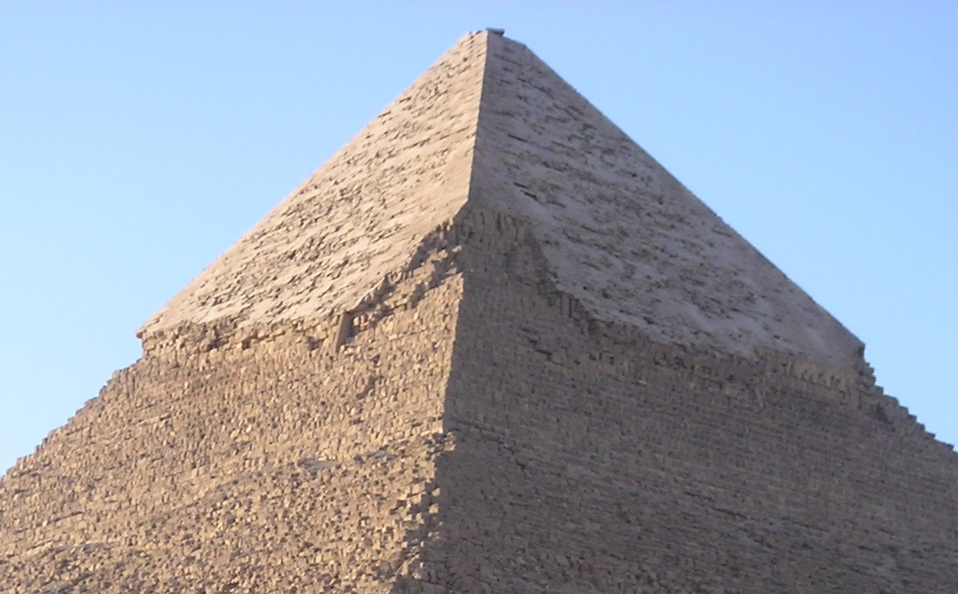
Detall del revestiment superior

A més d'una piràmide subsidiària, probablement vinculada al culte funerari del faraó, Petrie va descobrir després del 1880, fora del mur exterior, una estructura amb algunes habitacions (111) que va suposar que eren les cases dels treballadors. Aquest lloc podia allotjar com a màxim a cinc mil treballadors; Lehner i Hawas suposen que més aviat es tractaria de magatzems o tendes pel complex de la piràmide. També es van trobar nombroses petxines de mol·luscs, el que fa suposar que la zona antigament no era desèrtica, sinó una sabana.
La piràmide ja havia patit saquejos i destruccions al temps de la dinastia XIX. Ramsès II va utilitzar pedres de la piràmide per un temple a Heliòpolis. Es creu que també es van usar pedres de la piràmide entre 1356 i 1362 per la construcció de la mesquita d'Al-Hassan. L'historiador àrab Ibn Abd as-Salaam diu que la piràmide fou oberta el 1372 i probablement llavors es van tancar alguns túnels.

## La piràmide de Micerí

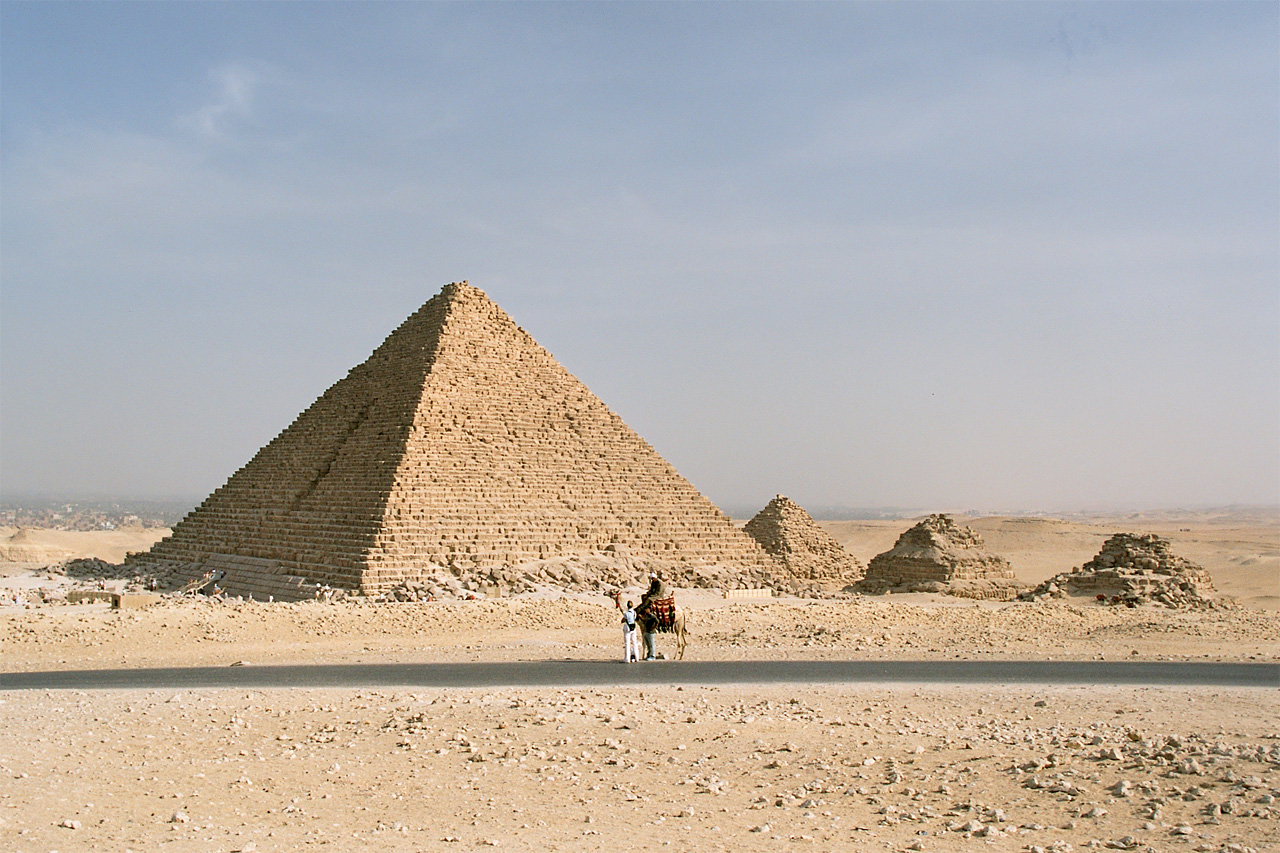
Piràmide de Micerí

La piràmide més petita de les tres és la del faraó Menkaure (Micerí). Va regnar aproximadament entre el 2532 aC i el 2503 aC. La piràmide de Micerí feia originalment 66,4 metres d'alçada, és a dir que no arriba a la meitat de l'alçada de les altres dues piràmides. Els costats fan 102,2 per 104,6 metres de llargada (la longitud mitjana de la base és de 103,4 metres), i té una inclinació de 51°, que és pràcticament idèntica a la de Keops. La part superior de la piràmide estava revestida de blocs de pedra calcària - igual que les piràmides de Keops i Kefren –. No obstant això, les 16 capes inferiors consten de granit rosa envoltant. La vall associada i els temples funeraris no han sobreviscut completament. Al Museu d'Antiguitats Egípcies s'exhibeix el grup d'estàtues de Micerí, que van ser trobades al Temple mortuori. A la cara sud es troben les tres piràmides de les reines, dues de les quals van ser dissenyades com a piràmides esglaonades.
Al darrere de la porta del temple hi havia una cambra amb quatre columnes; a cada costat quatre magatzems. Després seguia un gran pati amb parets decorades, un pòrtic amb dos files de columnes de fusta, i una sala d'ofrenes amb un altar d'alabastre. Aquí es van trobar les estàtues del faraó. El temple va ser malmès durant la Dinastia V per una pedregada que va afectar el costat oest, però rehabilitat en temps de Pepi II.
El camí d'accés a la piràmide que anava de la Vall al temple mortuori fou acabat per Shepseskaf però no del tot. El terra era de pedra calcaria i les parets tenien uns 2 metres almenys. La construcció sembla que es va aturar quan va arribar a l'oest de la pedrera utilitzada per Khufu i d'aquí passava cap avall al temple potser com a rampa per portar pedres. Aquest camí tenia més de 600 metres.
El temple mortuori es va fer al costat est de la piràmide. El temple no estava acabat quan va morir Menkaure; el mortuori el va completar Shepseskaf. El temple contenia un altar i altres elements; fou construït segurament en granit rosa però quan el seu fill el va acabar ho va fer amb pedra.
La piràmide està a la vora de la formació Mokattam allà on s'ajunta amb la formació Maadi. La seva altura original fou de 66,5 metres amb un angle d'inclinació de poc més de 51 graus. Els costats fan a la base 104,5 cadascun. Té una sòlida base de roca de 2,5 metres. Sembla que la capa exterior fou de pedra calcària fina de Tura. S'hi accedeix por una entrada a l'eix de la paret nord, 4 metres sota el nivell del terra; un corredor de baixada de 26 graus de desnivell cap a una cambra; el següent corredor té una barrera de granit; el següent corredor continua fins a una cambra sense decoració, la punta est de la qual està sota l'eix vertical de la piràmide; un altre passatge conegut com a corredor superior, passa paral·lel al corredor inferior. A la cambra Vyse va trobar un taüt amb el nom de Menkaure i dins restes humanes, però es creu que hi fou posat més tard, ja que les proves del carboni 14 daten el taüt del període copte cristià vers el segle i o II. De la cambra un corredor baixa fins a esdevenir horitzontal, fins a la cambra d'enterrament que és orientada nord-sud i coberta de granit rosa; està a uns 15 metres sobre el nivell de la base de la piràmide; té accés també per un túnel construït des de la part oest, per on avui els visitants entrant a la piràmide. A la cambra Vyse hi va trobar un sarcòfag buit. No s'ha trobat cap barca sagrada a pesar de buscar intensament.
A tocar de la piràmide hi ha tres piràmides subsidiàries anomenades les piràmides de les tres reines o les tres piràmides de les reines, identificades com G3a, G3b i G3c. Només la darrera és una autèntica piràmide, i les altres són esglaonades (4 escalons). Encara que s'han atribuït a les tres dones del rei altres experts les consideren piràmides dedicades al culte; en tot cas foren clarament usades com a lloc d'enterrament, per reines o no, i quedaren tancades dins un recinte delimitat per parets de pedra.
La més oriental és la G3a, té un temple mortuori; al sud una fila de columnes de fusta, una capella pel culte i una sala d'ofrenes. És la més gran de les tres i té entrada per la paret nord una mica per sota el nivell del Sol. Té una cambra d'enterrament amb un corredor. A la cambra d'enterrament i havia un sarcòfag que fou destruït pels lladres de tombes. Reisner pensava que hi havia enterrada Khamerernebti II, la dona principal de Micerí. Té una altura de 28 metres i un grau d'inclinació de poc més de 52 graus; els costats mesuren a la base 44 metres
La del mig, G3b, és més petita però té també un corredor descendent; les restes d'una dona jove foren trobades en el sarcòfag de granit rosa a la cambra d'enterrament prop de la paret oest. També té un temple mortuori orientat nord-sud. A la base mesura 31 metres a cada costat
La G3c no fou mai acabada; la cambra d'enterrament fou construïda a la part nord-oest; no s'hi van trobar restes d'enterrament. A la base mesura 31 metres a cada costat
A prop, Mark Lehner ha estat excavant recentment la ciutat dels treballadors que van construir les piràmides i les van mantenir. L'àrea principal és a 300 metres al sud de l'esfinx on hi ha una estructura coneguda com a "Vall de la corona" i el cementiri dels treballadors; a prop hi havia pastisseries, tallers de coure i cases de treballadors, amb un camí que es pensa que portava a un palau reial.

## La tomba de Khentkaus I (la "quarta piràmide")

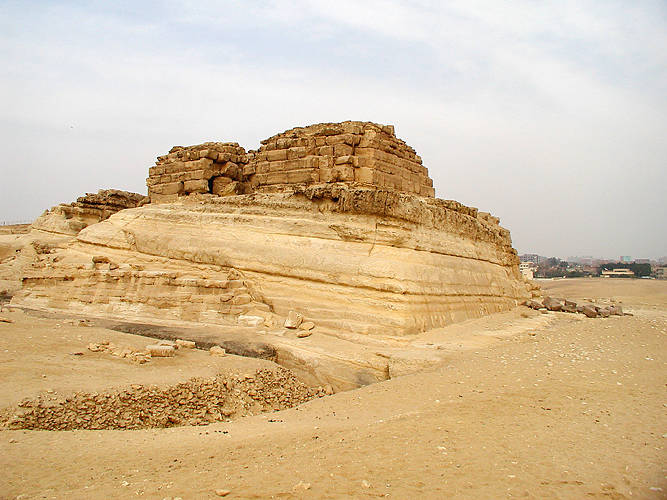
Piràmide de Khentkaus I

Al sud-est de la piràmide de Kefren a prop de l'Esfinx es troba la tomba de la reina de la quarta dinastia Khentkaus I, la tomba s'anomena sovint la "quarta piràmide de Guiza". Aquest peculiar tomba, explorada per primer cop el 1932, tenia les característiques d'una piràmide doblement esglaonada i va ser originalment considerada una piràmide inacabada. El primer esglaó mesura 45,8 m × 45,5 m i consisteix en una pedra quadrada, que es deixa reposar a les pedreres locals. Està feta amb maons, com les mastabes de la segona època. La construcció estava coberta de pedra calcària, com les grans piràmides, i assolia una altura de 17 m. En aquesta tomba hi havia un assentament per als sacerdots i un vaixell-tomba, que estava dotat dels atributs d'una completa tomba de governant.

## Després de la Quarta Dinastia
Guiza havia estat una necròpolis destacada durant l'Imperi Antic i ho va deixar de ser probablement a principis del primer període intermedi, quan va quedar abandonada. De l'Imperi Mitjà en queden poques restes, i és sorprenent que, amb prou feines, el culte als morts a les piràmides s'evidenciï en aquella època. Només des de l'època de l'Imperi Nou d'Egipte i del Baix imperi d'Egipte hi ha un significatiu contrast a Guiza, amb importants tombes altre cop. Està testimoniat que hi va haver obres de restauració de temples i piràmides.

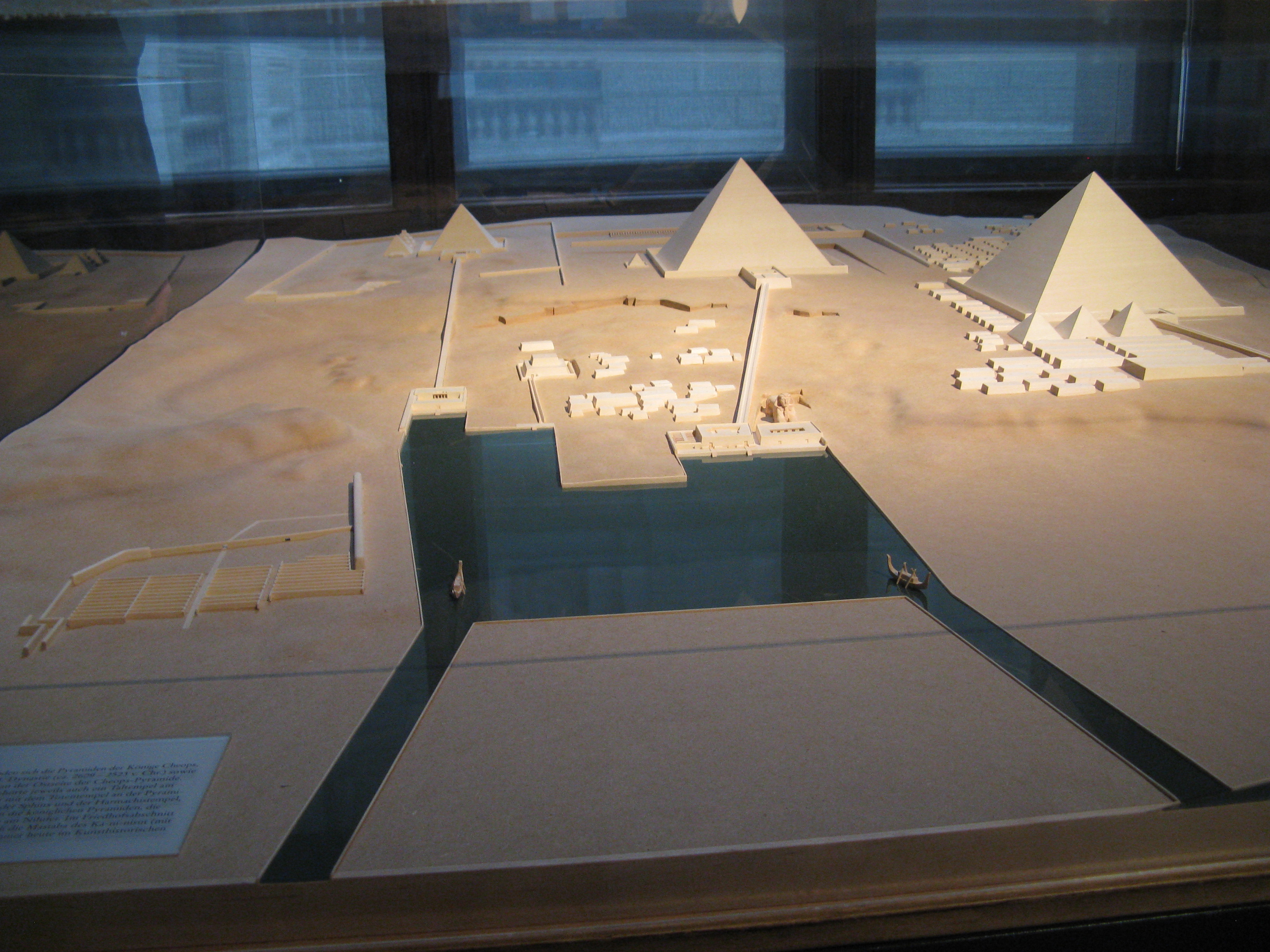
Maqueta de les piràmides - reconstrucció amb el port (Museu d'Història de l'Art de Viena)

## Arqueologia
La investigació científica de les piràmides va començar amb la campanya d'Egipte i Síria de Napoleó (1798–99). Va influenciar l'estil Imperi europeu.
Es va excavar el 1860 sota la direcció de l'egiptòleg francès Auguste Mariette.
El 1979 les piràmides i l'esfinx de Guiza van ser declarades monument històric del Patrimoni de la Humanitat per la UNESCO.

## Turisme
Les piràmides es poden visitar per fora i s'hi pot entrar. La de Keops té un accés i uns horaris de visita limitats. Des de fa uns anys està prohibit pujar a les piràmides sense un permís especial, ja que havien mort diverses persones intantant escalar-les.

### Espectacle nocturn
Tres cops al dia, al vespre, hi ha un espectacle de llums de colors i projeccions d'imatges per als turistes, amb una explicació sobre la història de les piràmides i de l'esfinx. L'espectacle se centra sobretot en la Gran Piràmide. S'anomena "(Espectacle) de So i Llum" (Sound and Light, nom oficial en anglès). D'aquest tipus d'espectacle nocturn als monuments dels faraons també se'n fan als temples d'Abu Simbel, Karnak, als temples de Files i d'Edfú.

## Exposició a les aigües subterrànies
A principis de juny del 2012 les autoritats van fer instal·lar unes bombes d'aigua ultramodernes, per extreure les aigües subterrànies que es trobaven sota l'Esfinx. Des de fa un cert temps tant l'Esfinx com el Temple de la Vall estaven en greu perill a causa del creixent nivell de les aigües freàtiques. La causa és el nou sistema de clavegueram que es va instal·lar a la veïna Nazlet Al-Seman i el nou sistema de regadiu a la zona d'Hadae Al-Ahram. Els ecologistes i els hidròlegs denuncien que, a causa de la gran quantitat d'aigua que es bombeja, la superfície s'enfonsa i cada vegada és major el risc d'erosió. Per aquest motiu tant l'esfinx com les piràmides es podrien ensorrar. Ali El-Asfar, el director de l'altiplà de Guiza (Gizah Plateau, nom oficial en anglès) no hi està d'acord. Segons ell, les bombes instal·lades han fet que el nivell freàtic arribés als 4,5 metres de la superfície. També afirma que a aquesta alçada els monuments estan completament segurs, perquè aquest nivell freàtic ja existia en els temps antics.

## Galeria fotogràfica

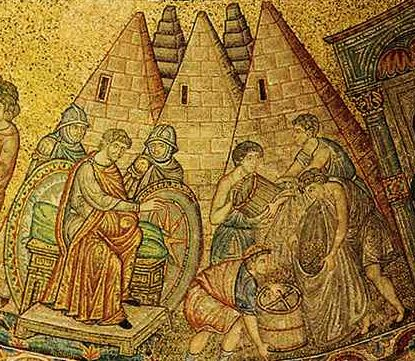
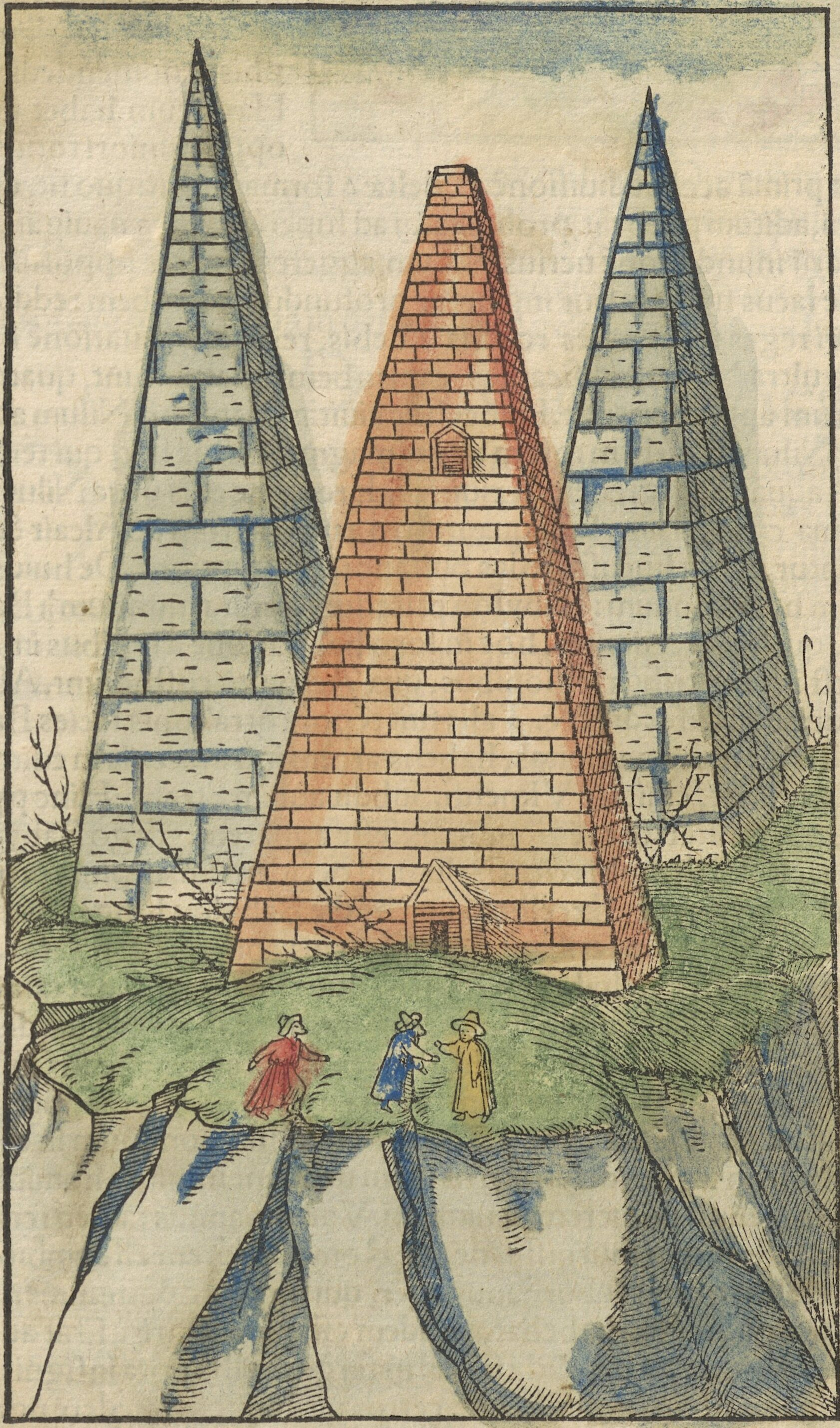
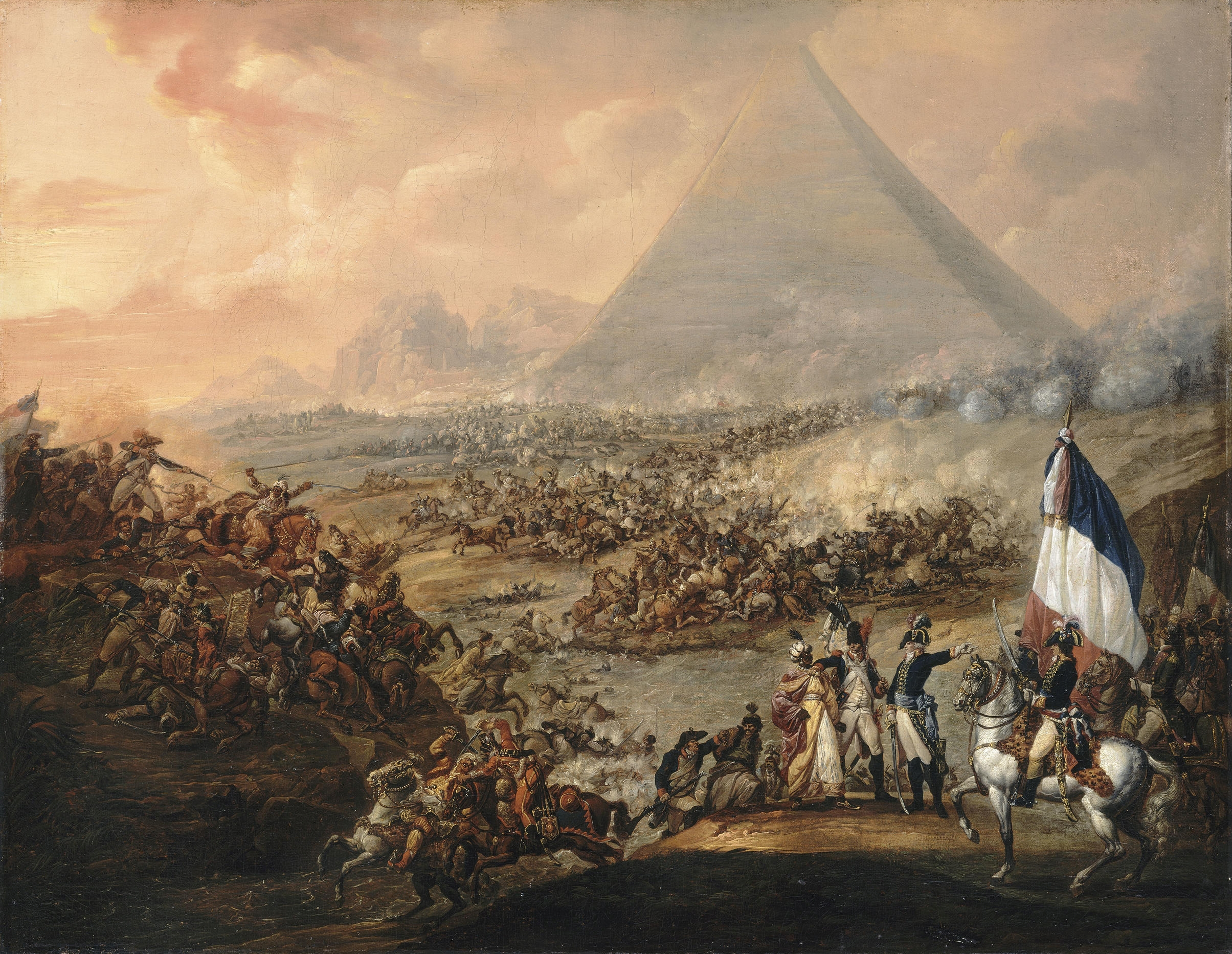
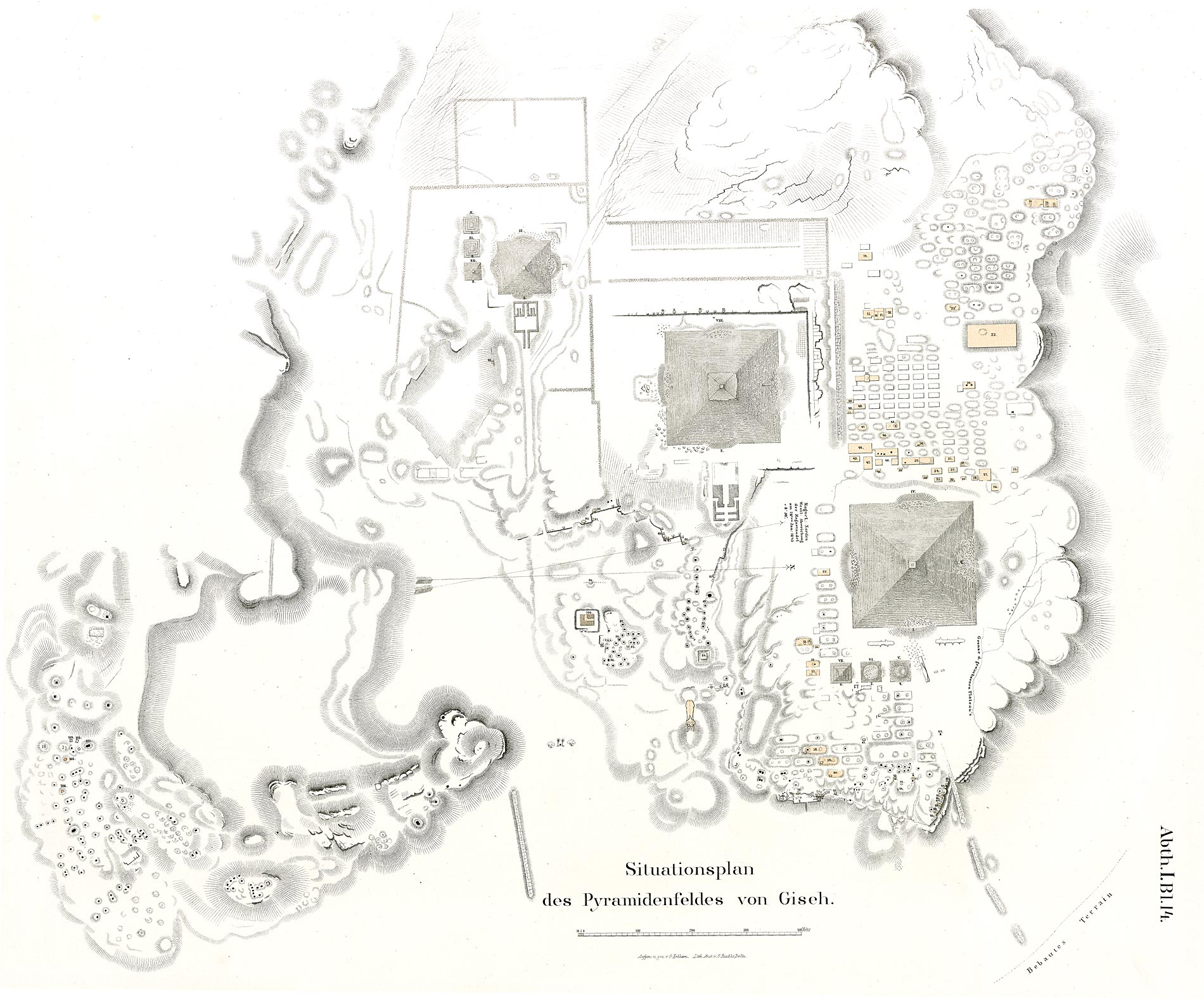
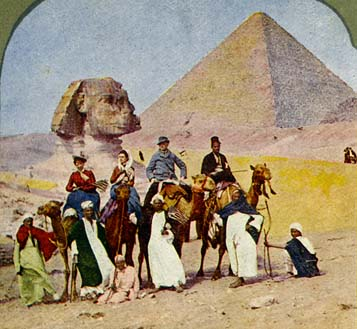
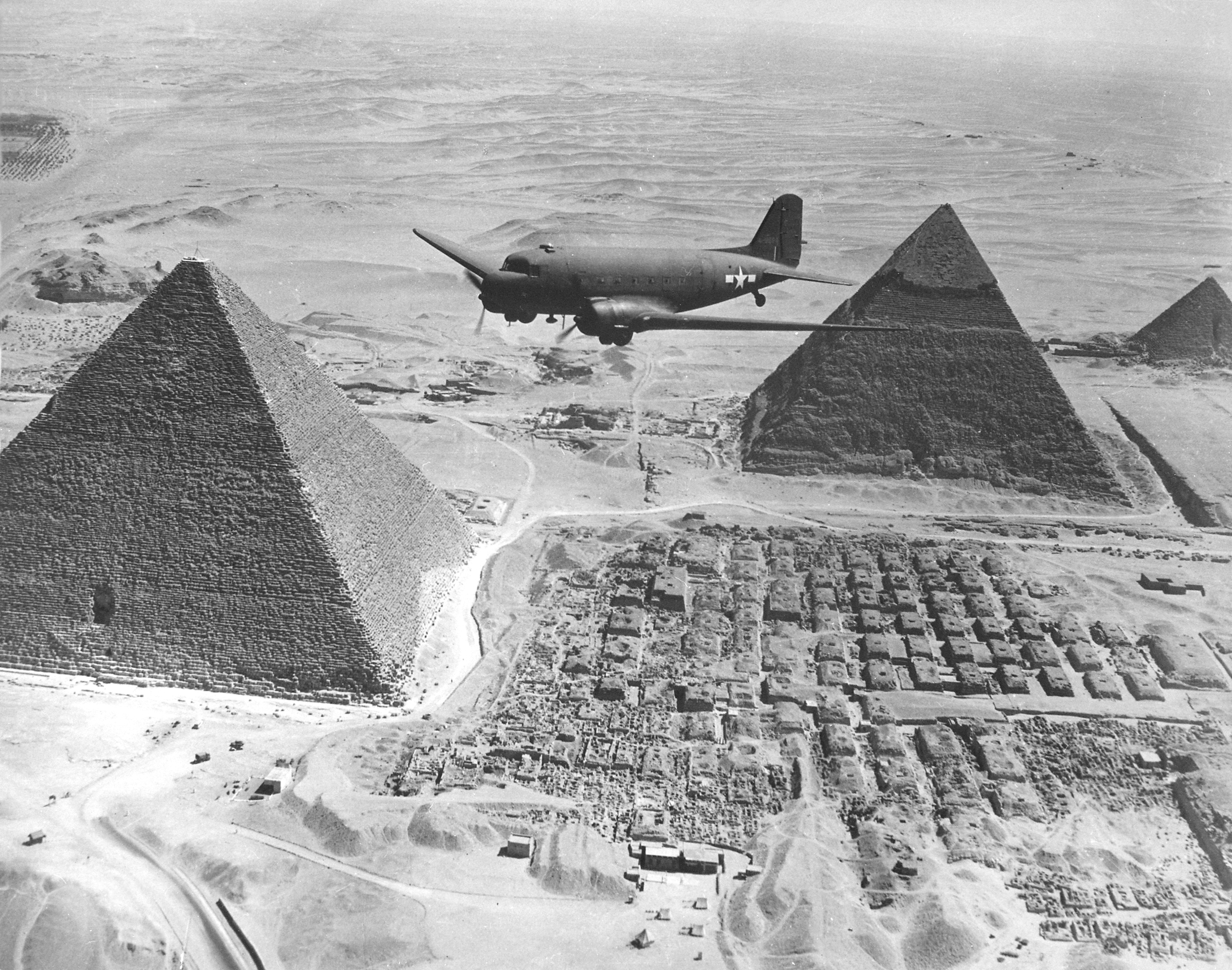

- Josep a Egipte, al fons les piràmides, els "graners" (Basílica de Sant Marc), segle xiii.
- Les piràmides en un gravat de Sebastian Münster (1550).
- Batalla de les piràmides, 1798 (Campanya napoleònica d'Egipte i Síria).
- Mapa de les piràmides de Lepsius (Denkmäler aus Ägypten und Äthiopien), cap al 1843.
- Turistes del segle xix davant de l'Esfinx; al darrere la Piràmide de Kheops.
- Les piràmides durant la Segona Guerra Mundial.

### Esquemes

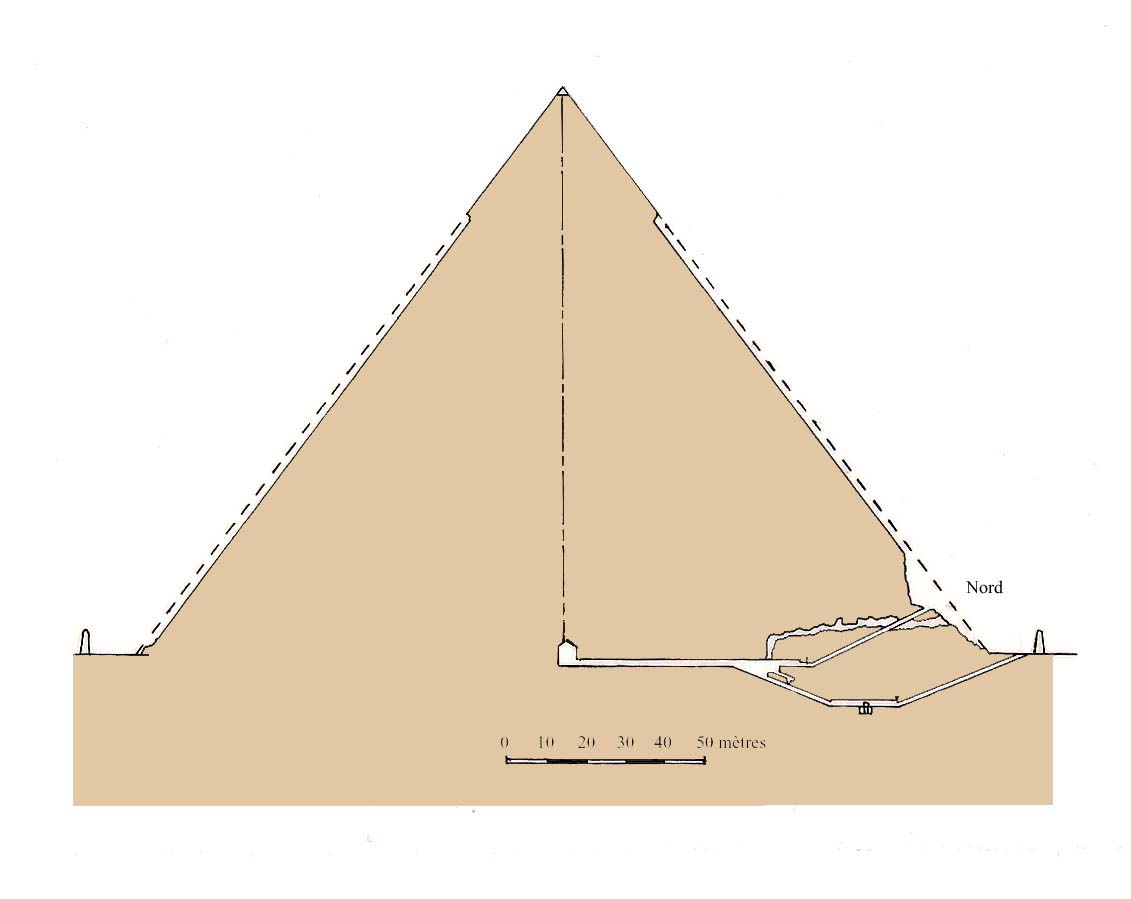
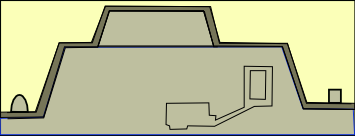

- Secció de la piràmide de Keops.
- Secció de la piràmide de Kefren.
- Secció de la piràmide de Micerí.
- Secció de la piràmide de Khentkaus.
- Comparativa de diverses piràmides d'arreu.

### Piràmide de Keops

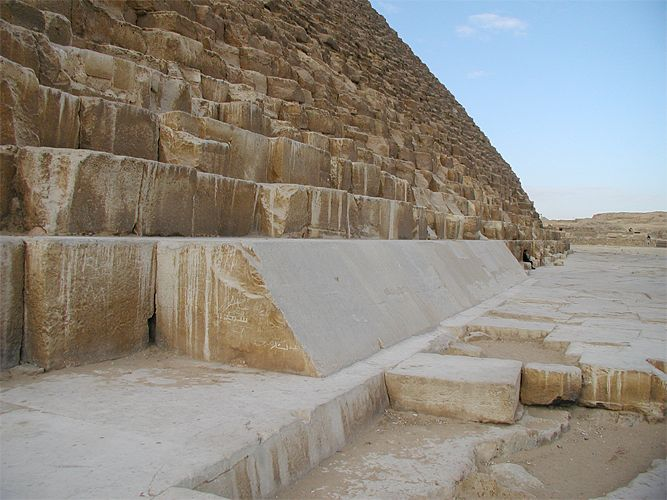
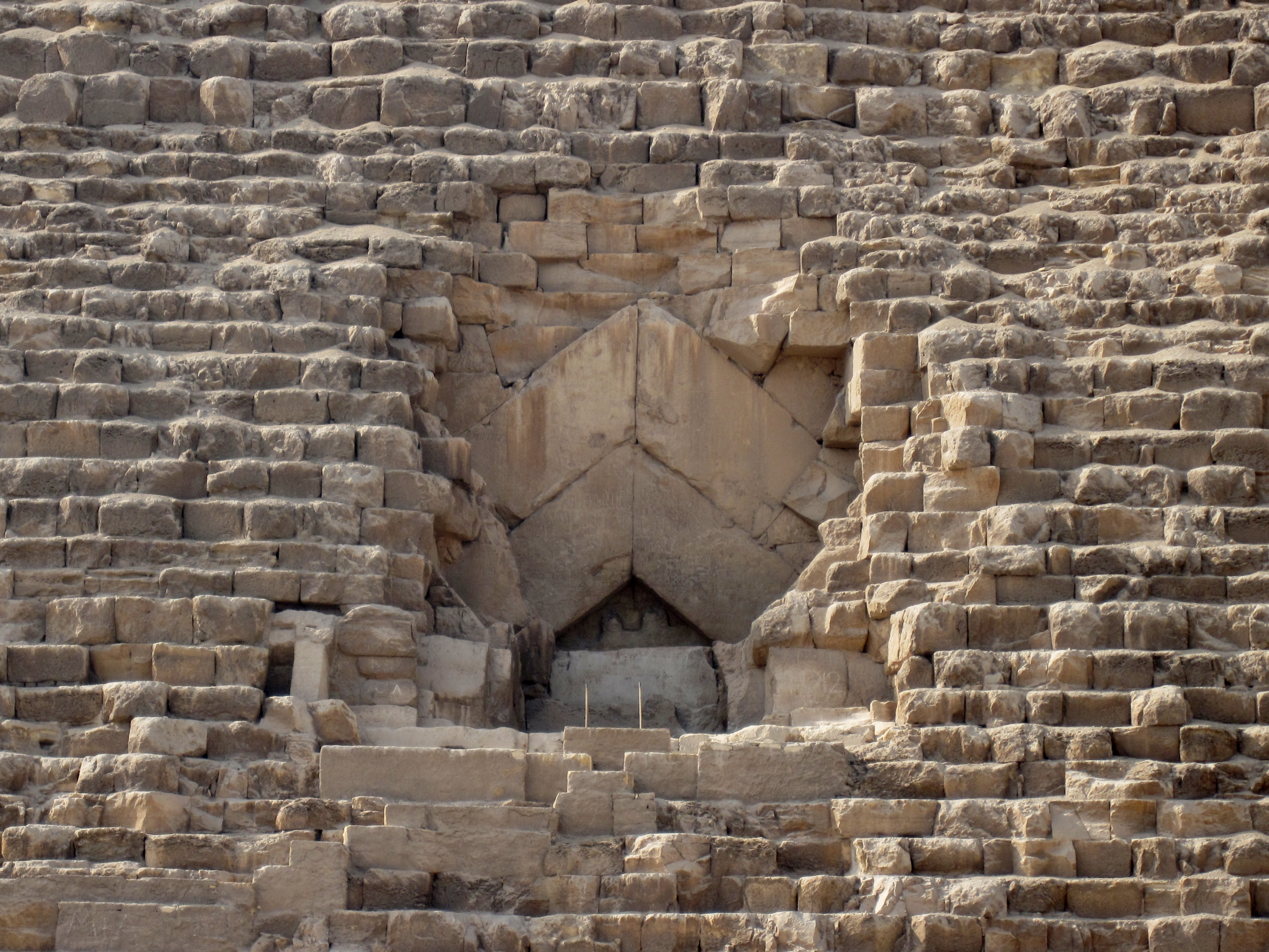
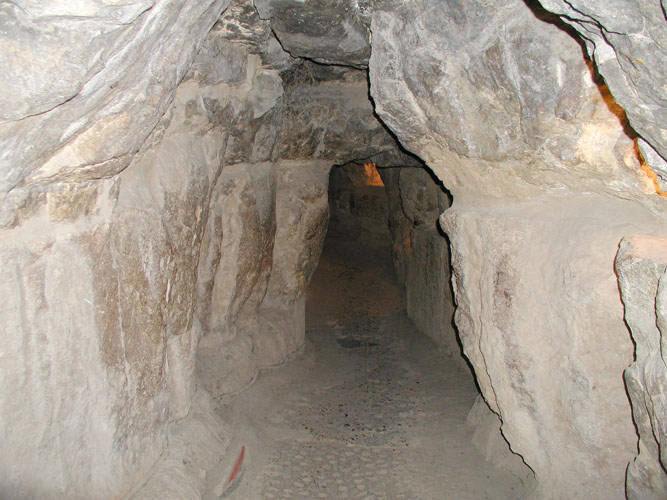
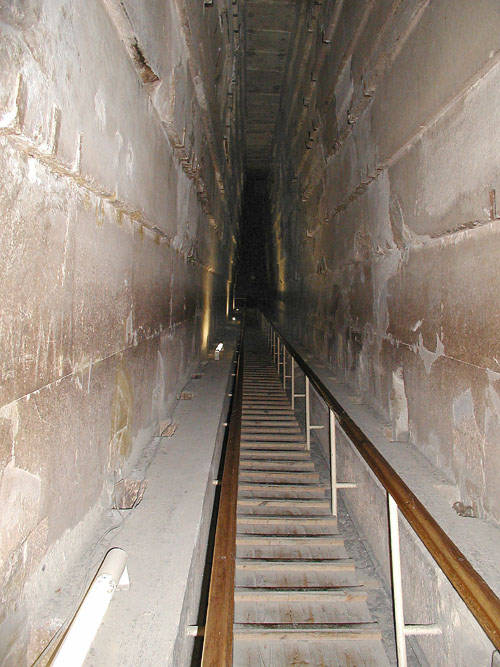
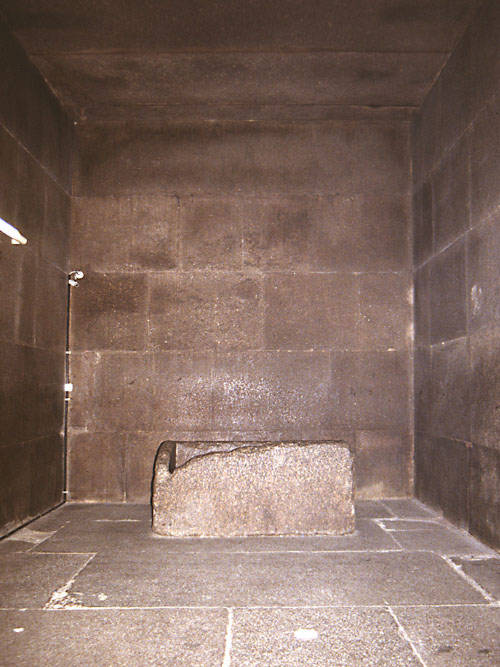

- Restes del revestiment de pedra calcària a la base.
- Entrada original.
- Túnel d'Al-Mamun.
- Gran Galeria.
- Cambra del rei amb el sarcòfag de granit.

### Piràmide de Kefren

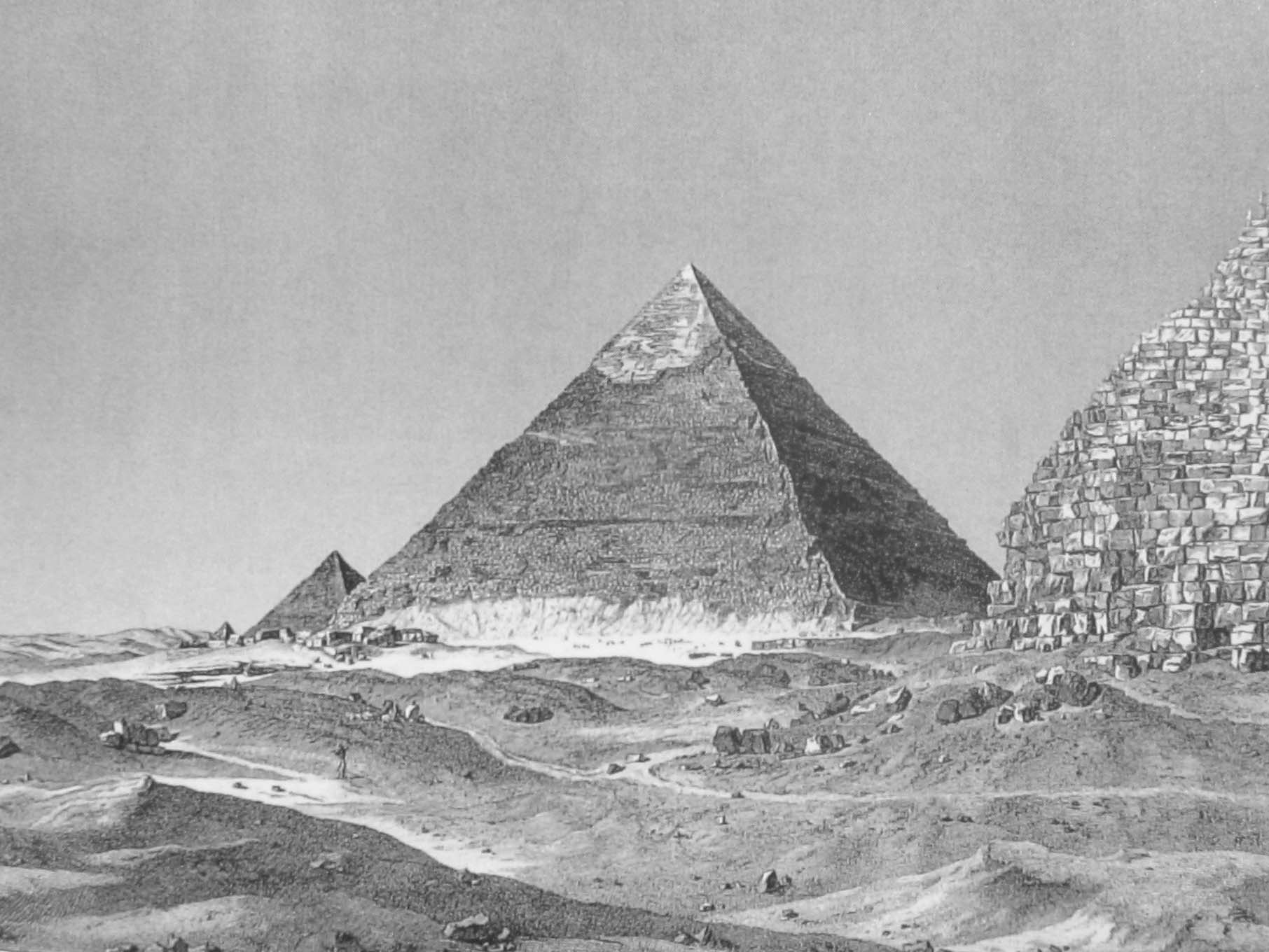
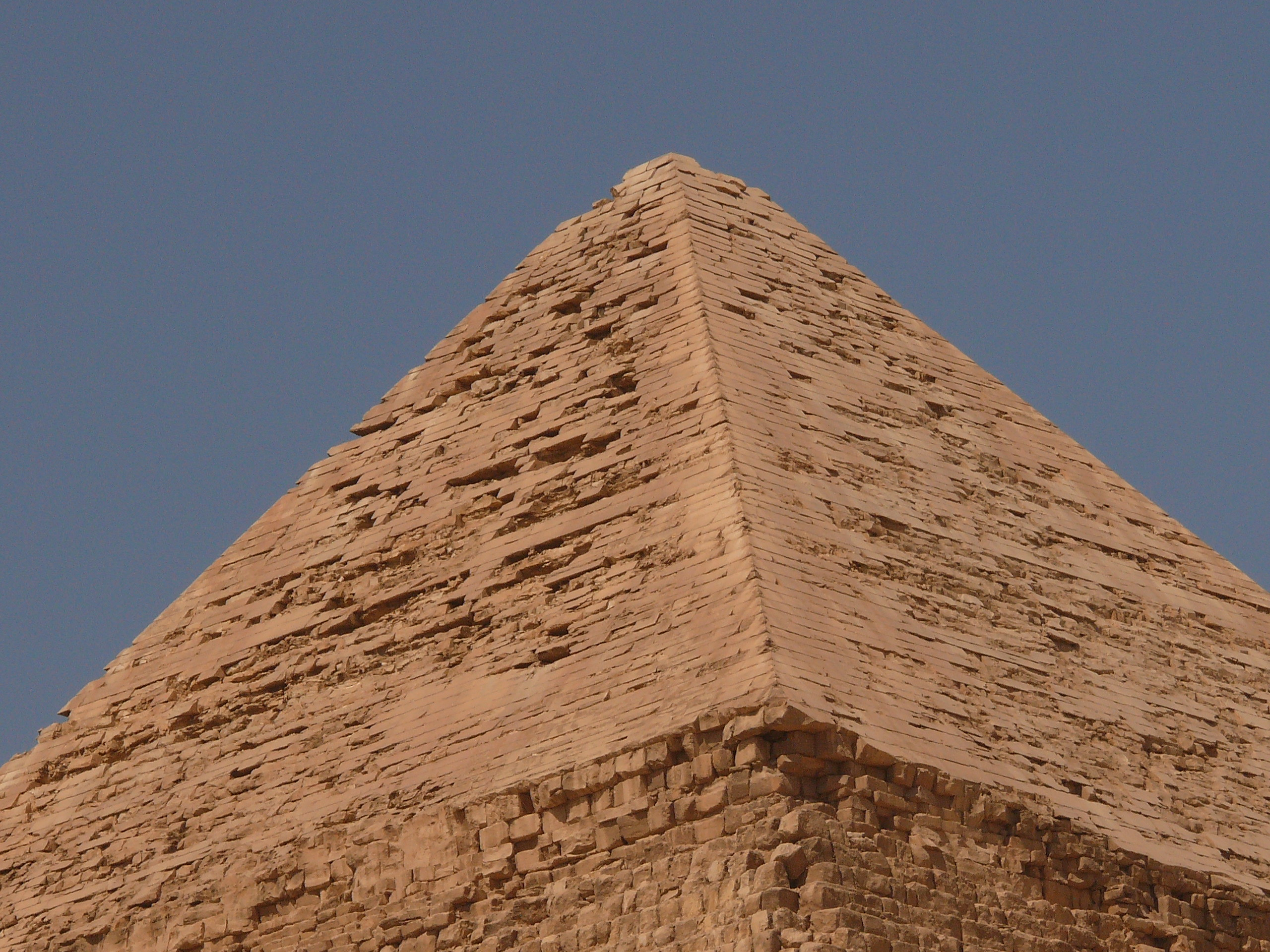
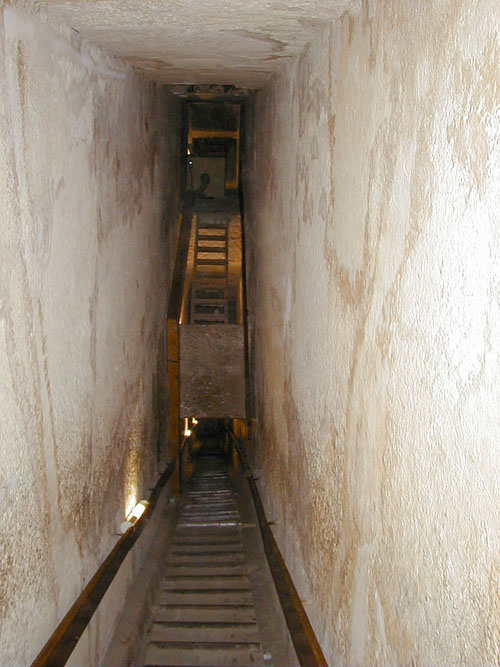
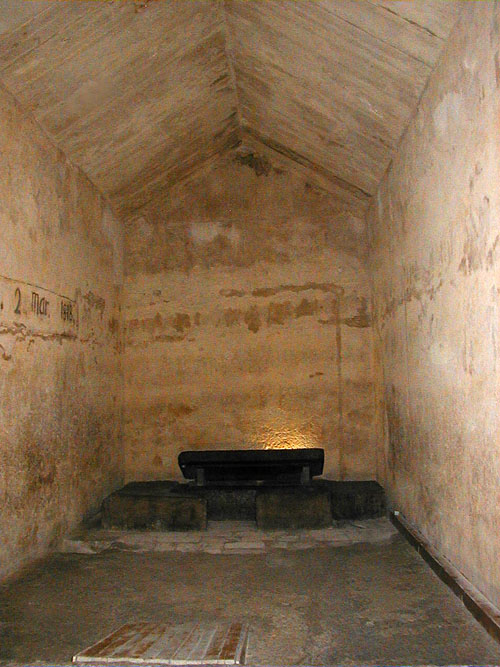
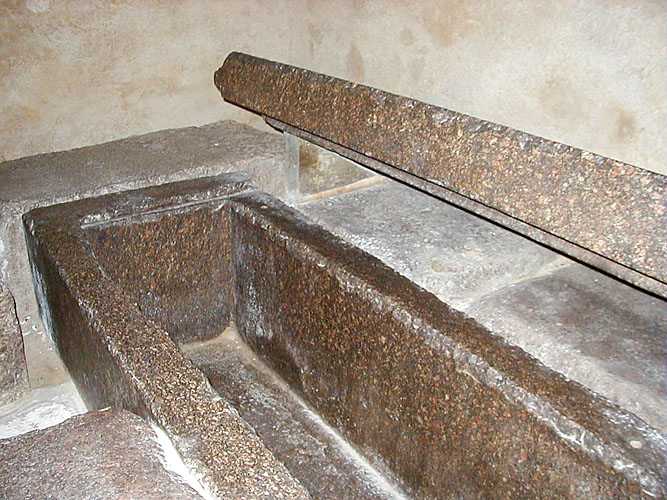
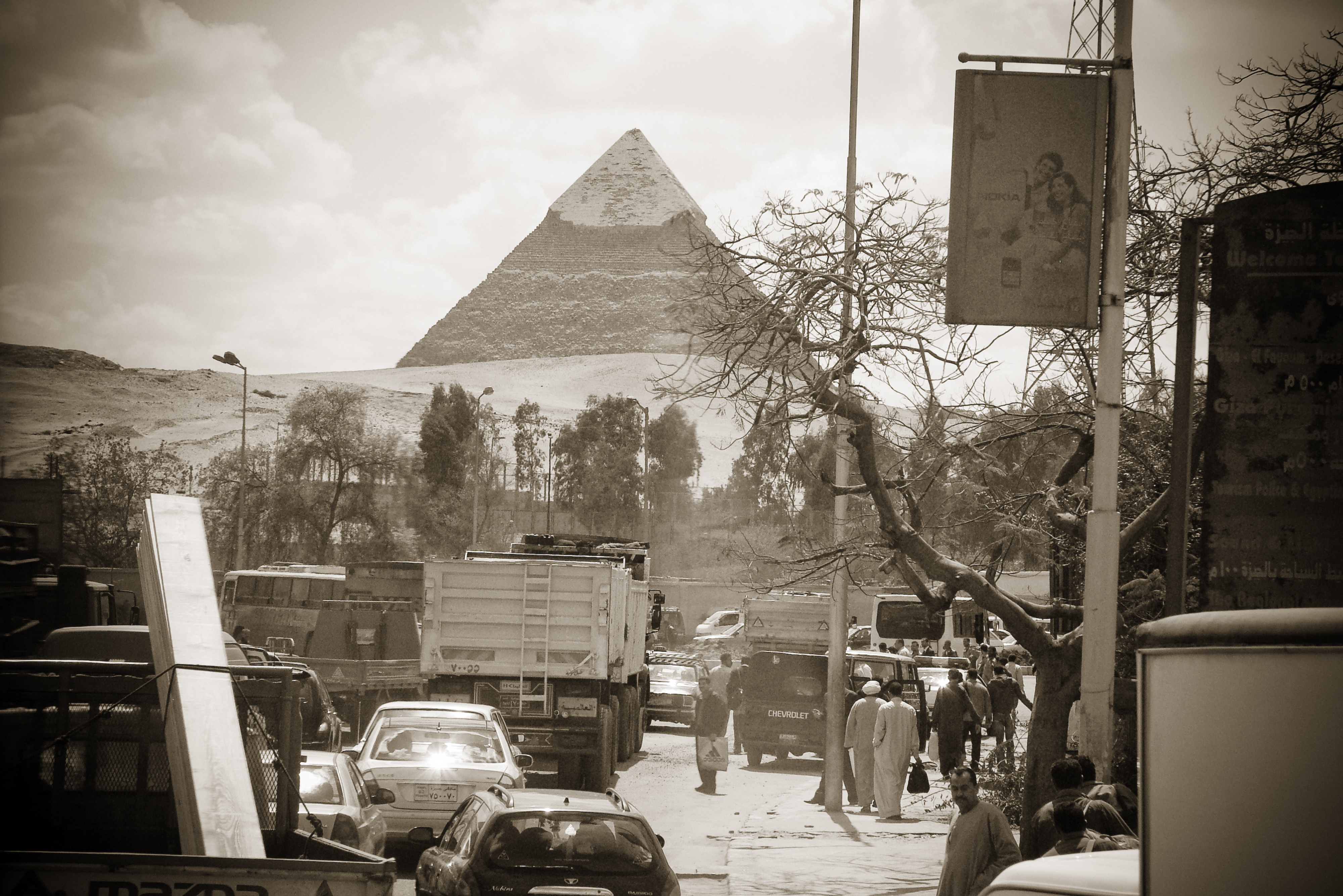

- Piràmide de Keops, 1810 (Description de l'Égypte).
- Detall de la punta.
- Rampa d'entrada.
- Cambra funerària amb el sarcòfag.
- Detall del sarcòfag.
- La piràmide vista des del Caire.

#### Esfinx

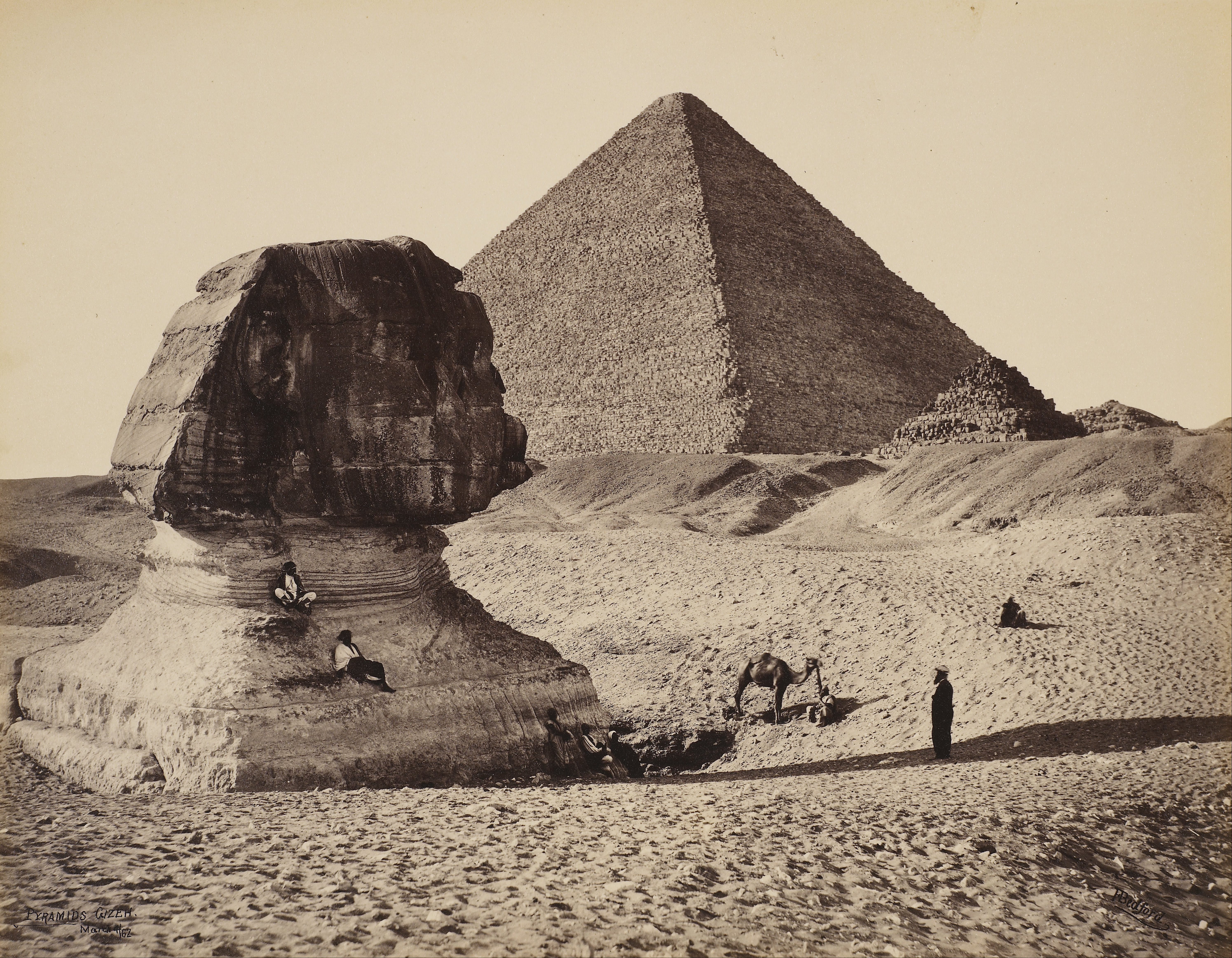
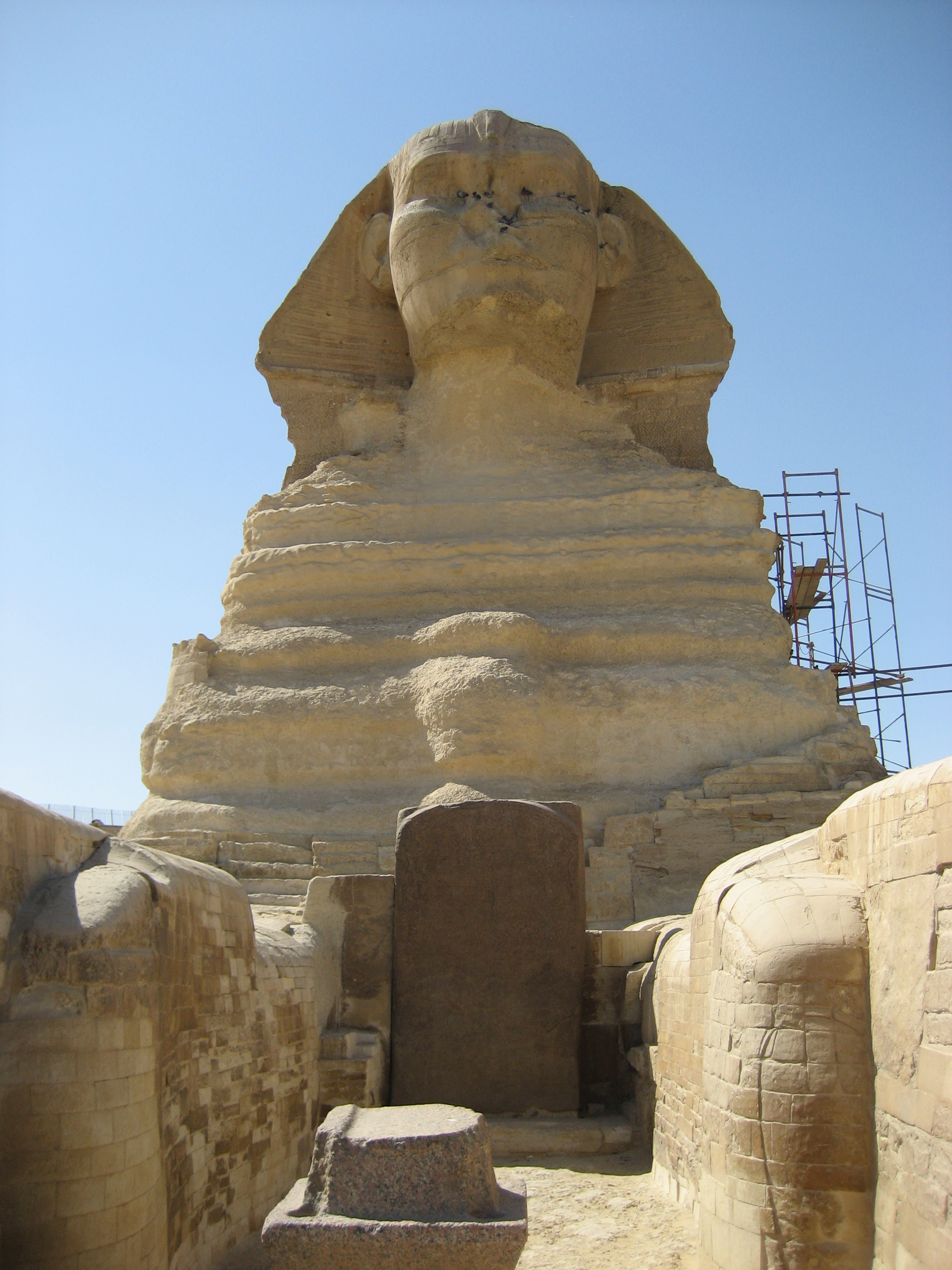
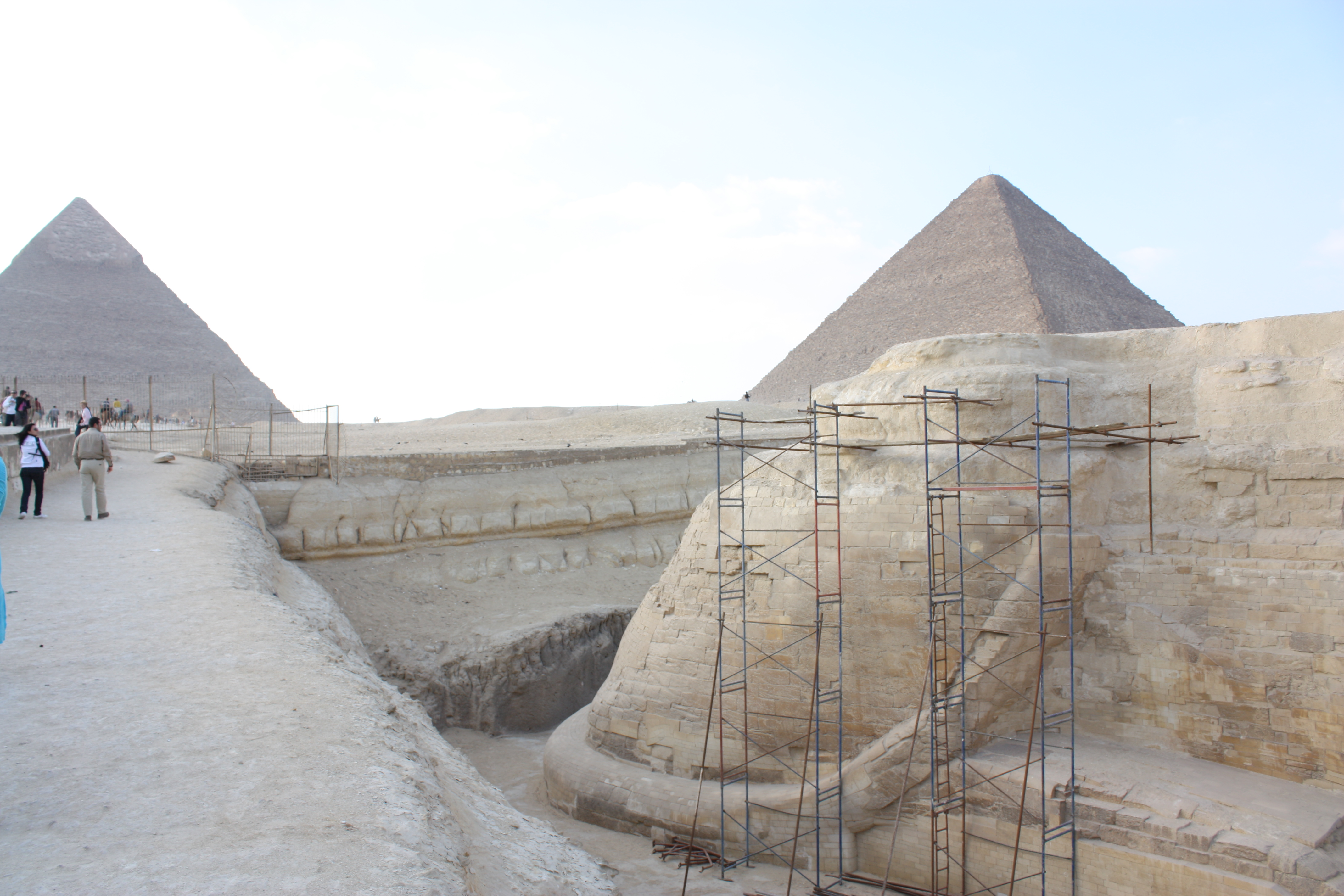
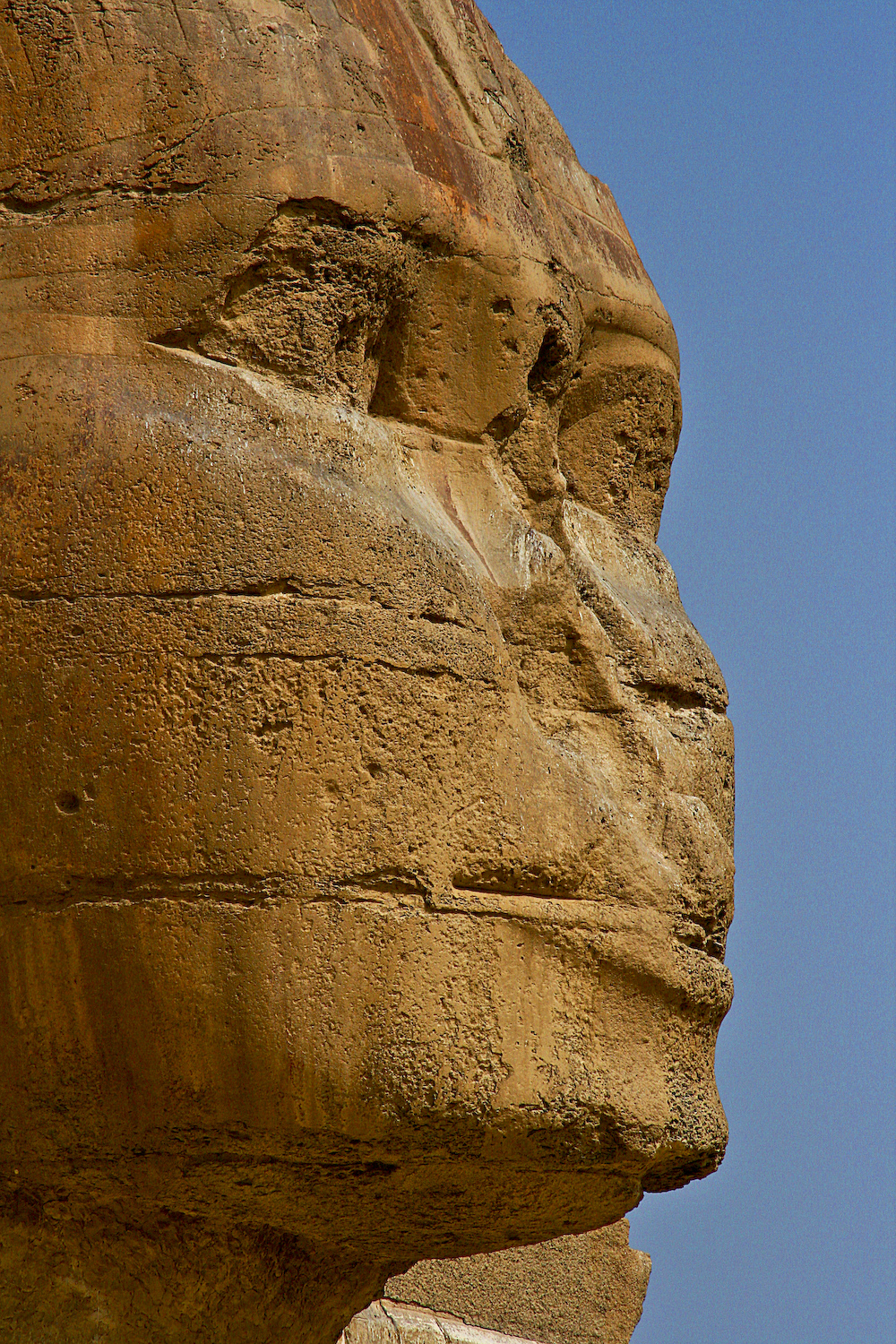
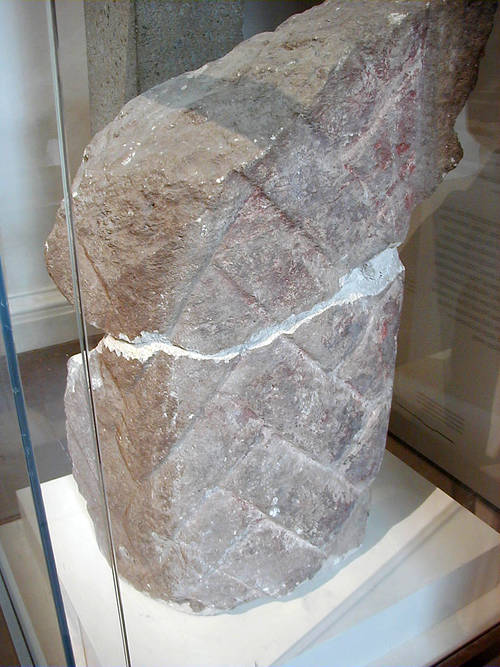

- L'Esfinx coberta pel desert, 1862.
- L'Esfinx i l'Estela del Somni.
- Detall de la cua i de la part posterior.
- Detall de la cara.
- Barba de l'Esfinx (Museu Britànic).

#### Temples

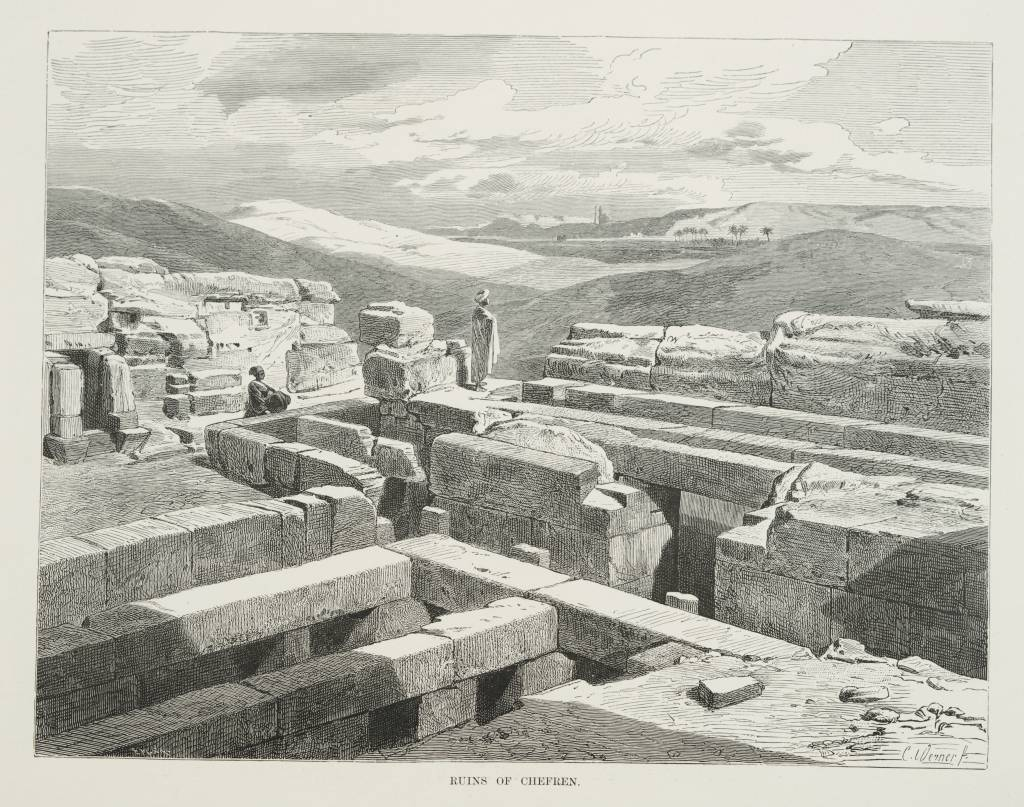
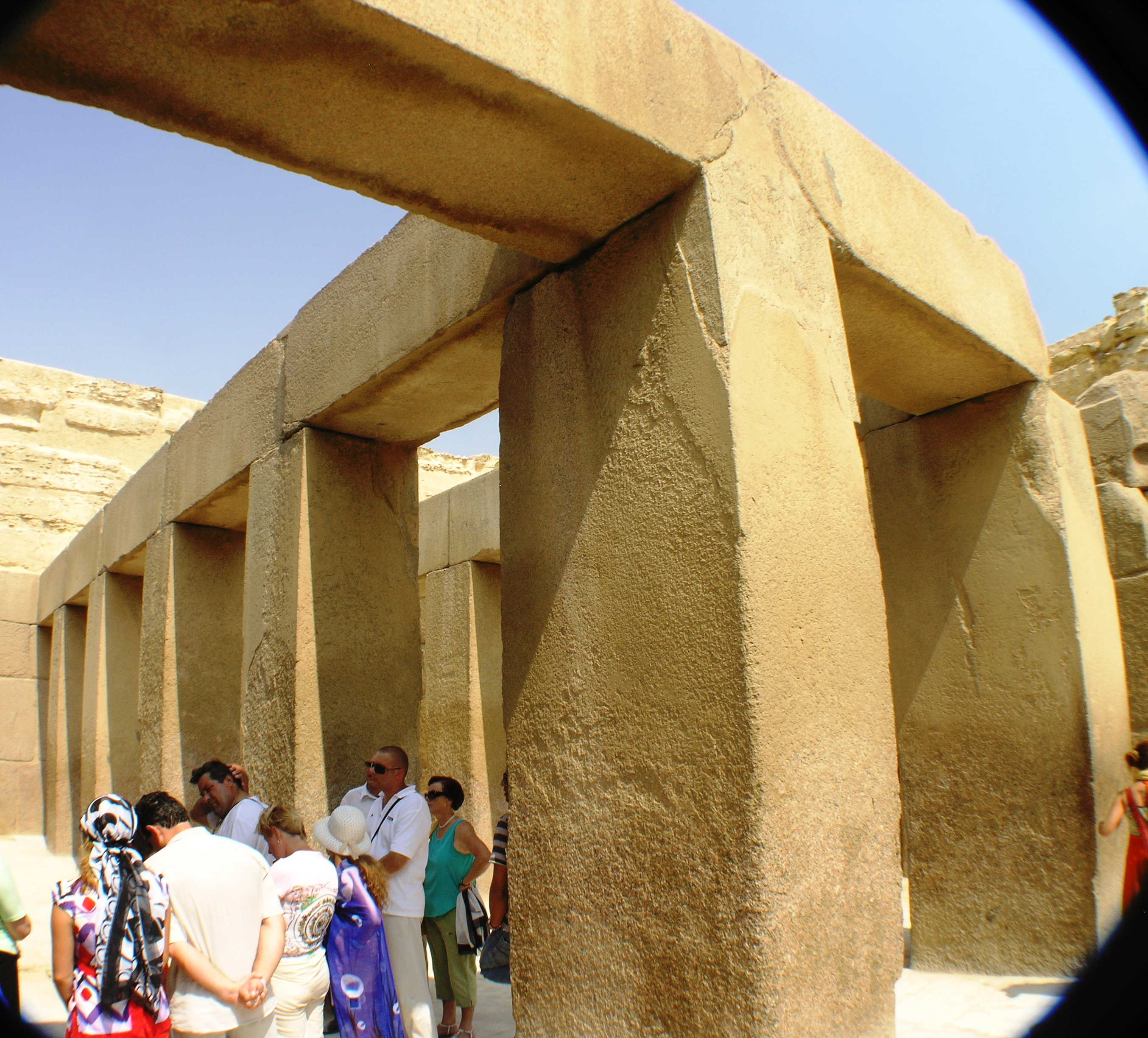
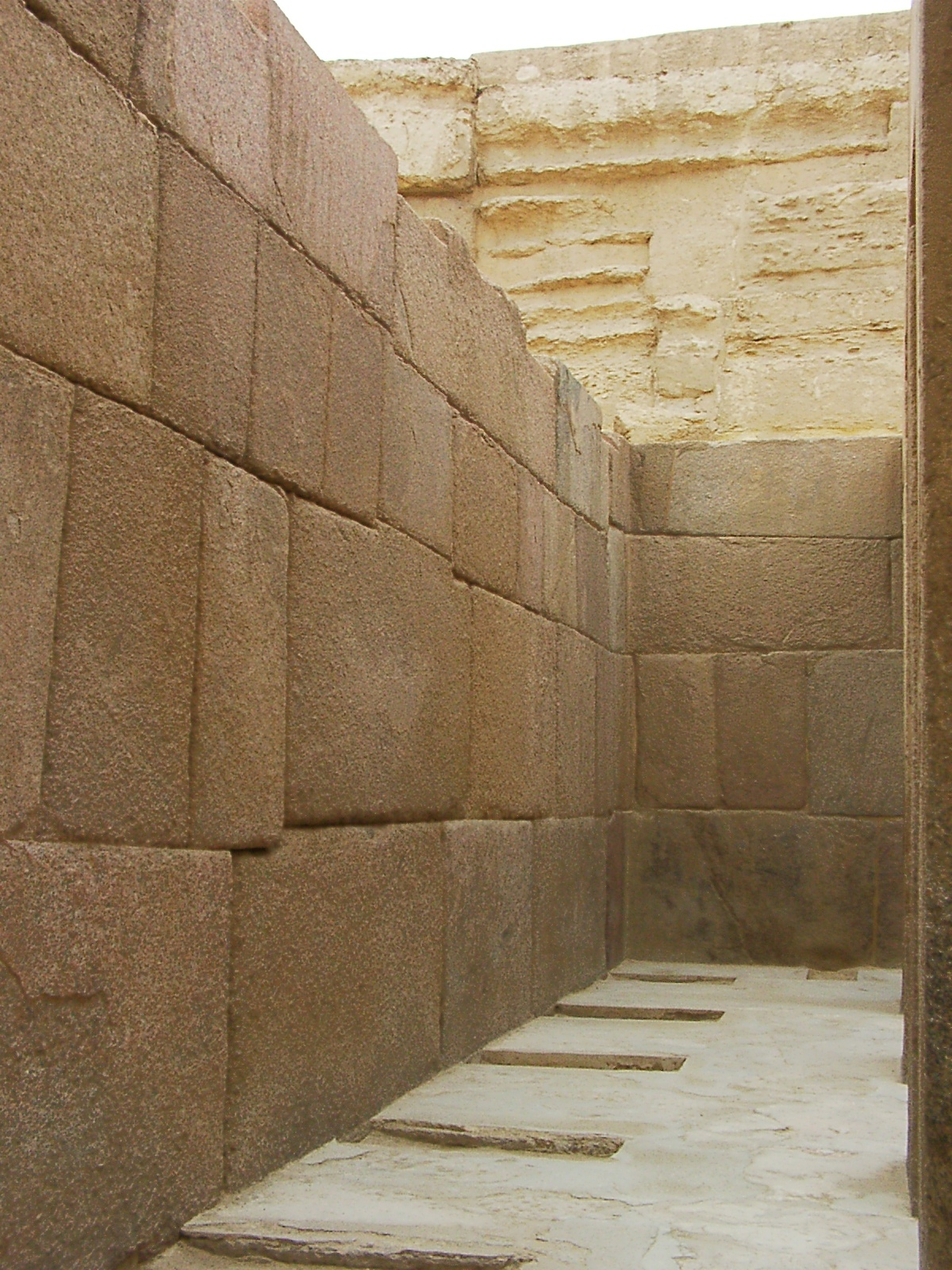
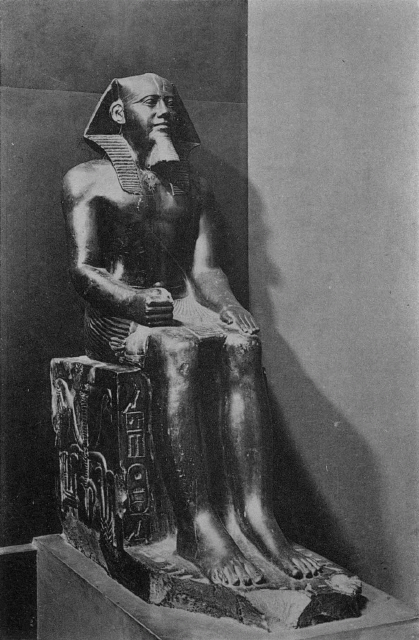
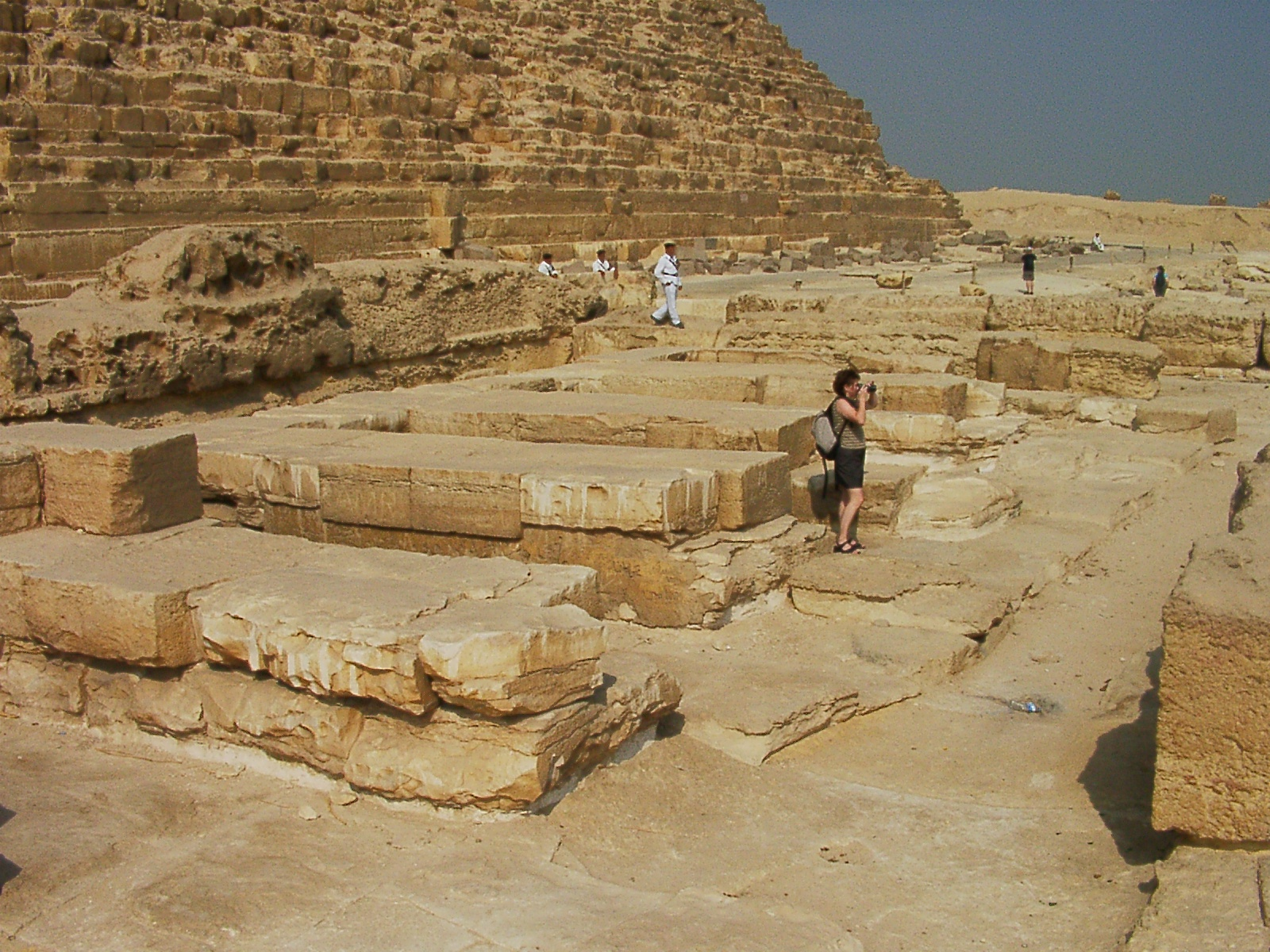
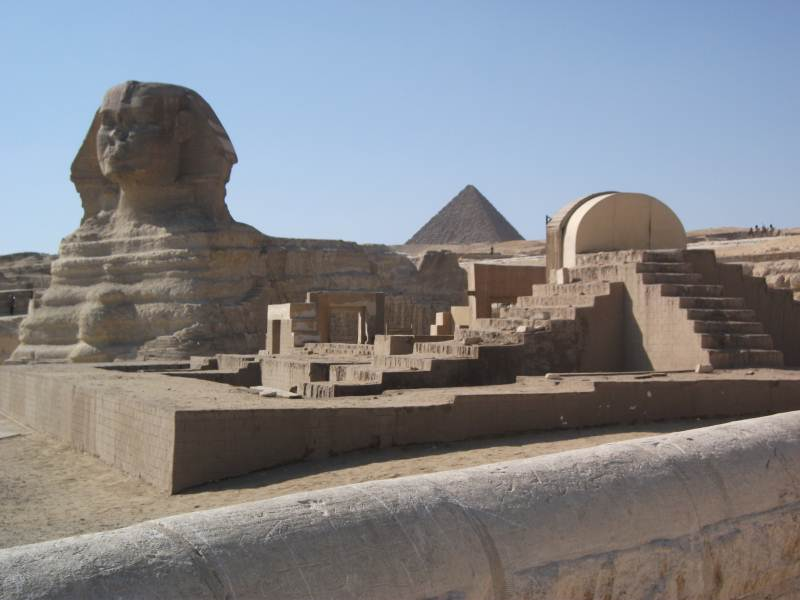

- Ruïnes del Temple de la Vall, 1878.
- Interior del Temple de la Vall.
- Situació de les estàtues del faraó al Temple de la Vall.
- Estàtua del faraó del Temple de la Vall (Museu d'Antiguitats Egípcies).
- Magatzems del temple funerari.
- Temple de l'Imperi Nou.

### Piràmide de Micerí

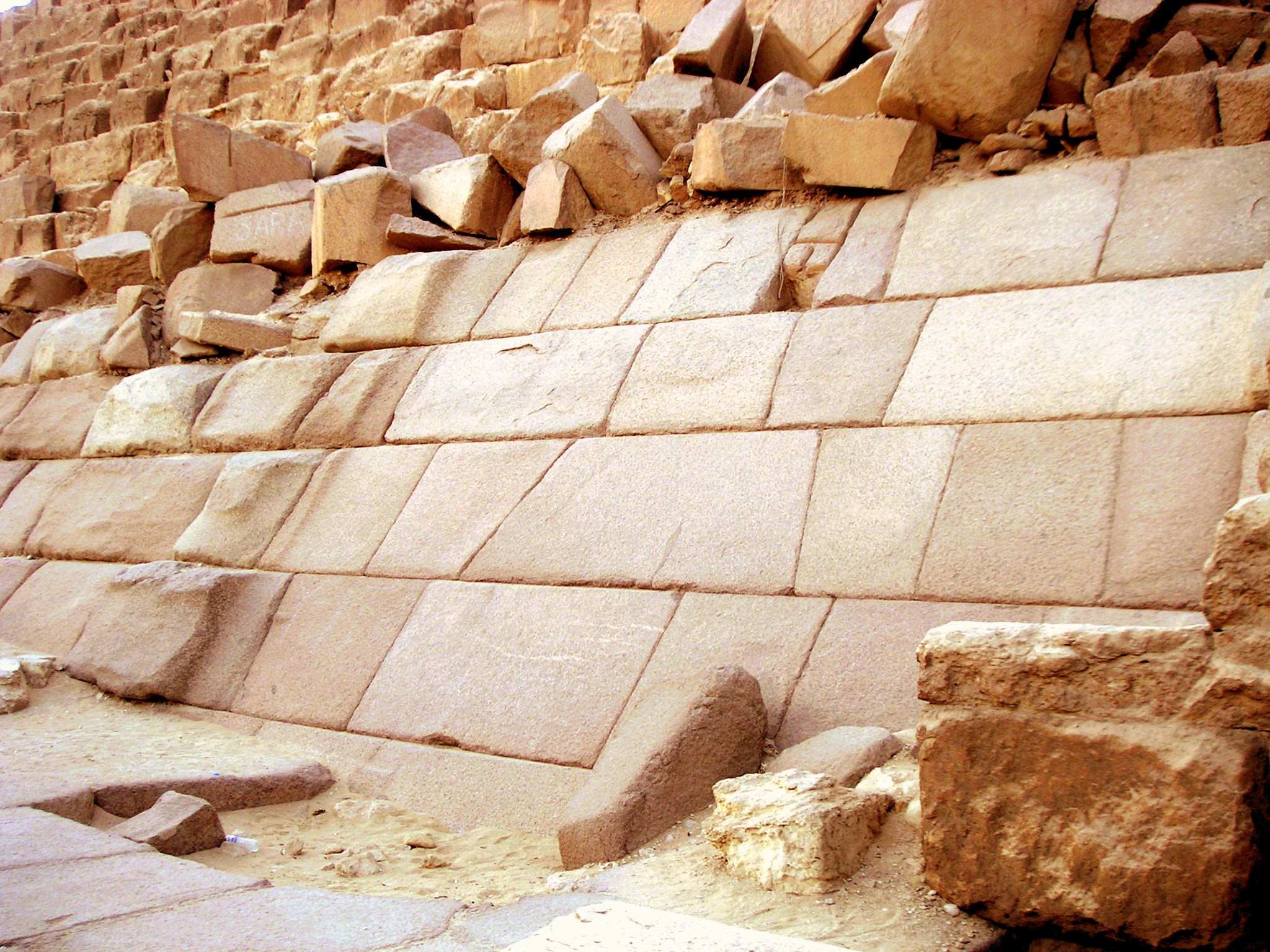
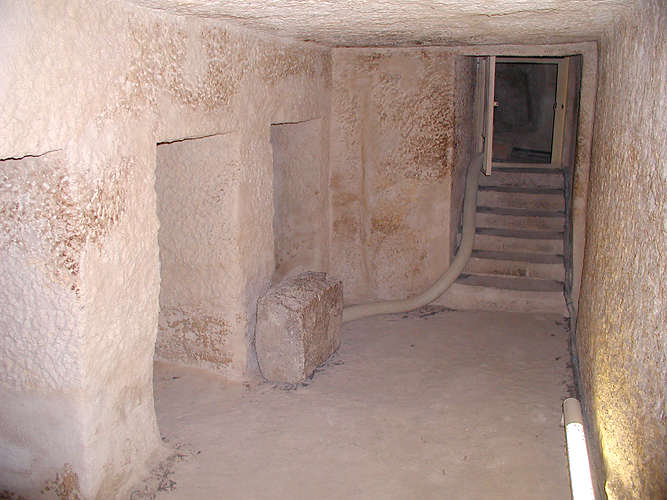
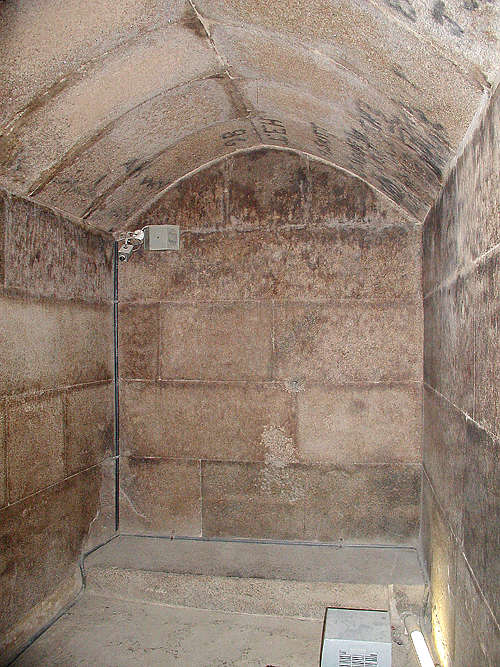
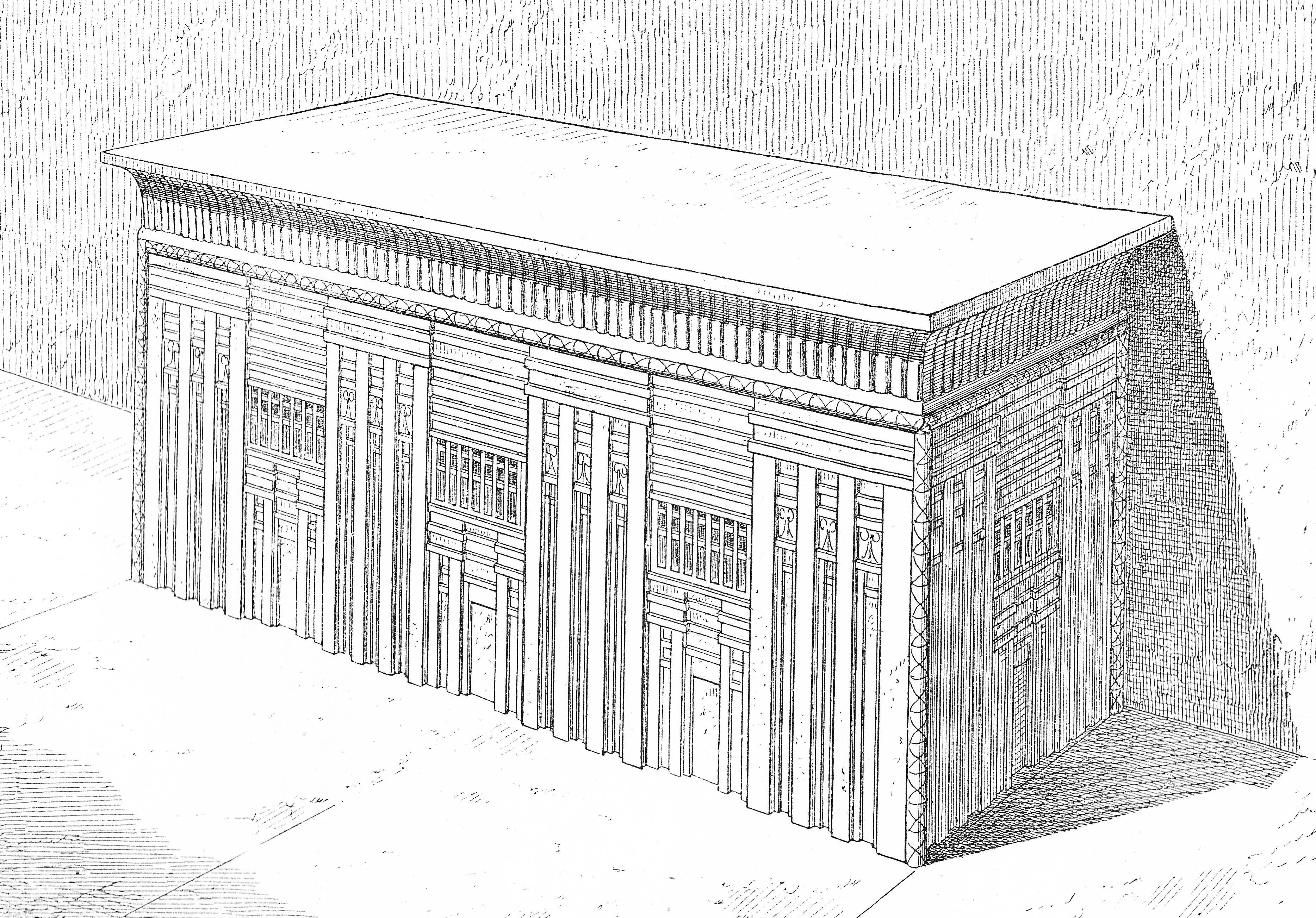
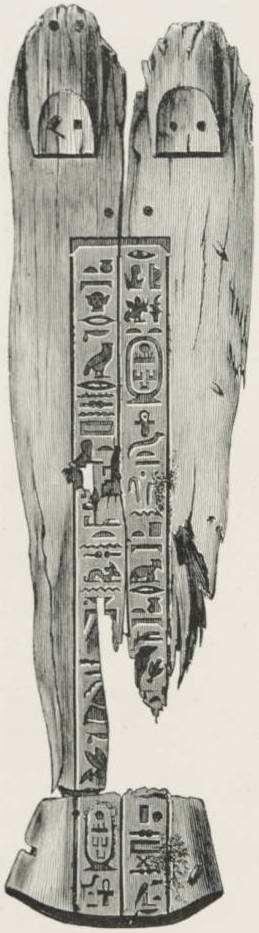

- Detall del revestiment de granit vermell, s'aprecien alguns blocs sense polir.
- Cambra dels nínxols.
- Detall de la cambra funerària.
- Dibuix del sarcòfag desaparegut.
- Dibuix del sarcòfag de fusta de Micerí (1878).